# ゾンビランドサガ
『ゾンビランドサガ』（Zombie Land Saga）は、MAPPA、エイベックス・ピクチャーズ、Cygames共同企画による日本のテレビアニメ作品。通称『ゾンサガ』。佐賀県を舞台にアイドルとして活躍する7人の少女たちを描いたゾンビアニメ。2018年10月から12月にかけてAT-Xほかで放送された。キャッチコピーは「私たち、生きたい！」。当初は「私たち、生きたい。」だったが、第1話放送後に変更された。
続編となる第2期『ゾンビランドサガ リベンジ』（以下：『リベンジ』）は2019年7月に製作が発表され、2021年4月から6月までAT-Xほかにて放送された。
ゾンビとして生き返った少女たちがプロデューサーに導かれながら、佐賀県を救うためにご当地アイドルとして活動する様子を描いたオリジナルアニメ。

## 製作
| 原作                         | 広報広聴課ゾンビ係                                                                                             |
| 監督・音響監督               | 境宗久 |
| シリーズ構成                 | 村越繁 |
| キャラクターデザイン         | 深川可純 |
| プロップデザイン             | 川元まりこ 松本昌代（第1期第4話から） 大津直（第1期第5話） 小笠原篤、りお（第2期から）                         |
| 美術監督                     | 小倉一男（第1期） 大西達朗（第2期）                                                                            |
| 美術設定                     | 須江信人、志和史織（第1期） 多田周平、岩澤美翠（第2期）                                                        |
| 色彩設計                     | 佐々木梓 |
| 撮影監督                     | 柳田貴志（第1期） 三舟桃子（第2期）                                                                            |
| 3DCGディレクター             | 岩崎浩平（第1期） 黒岩あい（第2期）                                                                            |
| 編集                         | 後藤正浩 |
| 音楽                         | 高梨康治、Funta7                                                                                               |
| 音楽制作                     | avex pictures                                                                                                  |
| チーフプロデューサー         | 飯泉朝一、竹中信広 椛嶋麻菜美、木村誠                                                                          |
| プロデューサー               | 飯塚彩 村上貴志（第1期） 生方慎也（第1期） 森脇誠（第1期第2話まで） 久保亨（第1期第3話から） 今福太郎（第2期） |
| アニメーションプロデューサー | 大塚学（第1期） 小川崇博（第2期）                                                                              |
| アニメーション制作           | MAPPA |
| 製作                         | ゾンビランドサガ 製作委員会（第1期） ゾンビランドサガリベンジ 製作委員会（第2期）                              |

### 企画
放送の4年ほど前、Cygamesの竹中信広が、『神撃のバハムート GENESIS』に登場するリタというゾンビの少女のキャラクターが可愛かったことから、ゾンビがアイドルをやるアニメを着想した。これを、死んだ人間がアイドルとして本気で生きるというドラマが作れるのではないかとMAPPAの大塚学に話したことから企画が立ち上がった。仮タイトルは『アイドルゾンビ』だった。しかし、Cygamesの社内稟議になかなか通らないでいたところ、社長・渡邊耕一の出身地である佐賀県のアニメの依頼があったため、舞台を佐賀県にすることになった。佐賀県内をロケハンで回るうち、一般的なアイドルものの構想からは離れていき、タイトルもアイドルの文字を外して『ゾンビランドサガ』に変更した。
本作の企画は、佐賀県の協力のもとで進められた。佐賀県の広報広聴課の担当者は、「自虐ネタについては全く気にしていない。それよりもMAPPA、エイベックス・ピクチャーズ、Cygamesの三社の製作委員会で、『30分×12話、オール佐賀』。よいPRになると考えていた」とwithnewsとのインタビューの中で振り返っている。
竹中は「ロケハンから得た情報をシナリオにもたくさん反映させてます」「自分たちだけでは得られない情報ですからね。佐賀県の人が見ても「ここ!?」みたいなマニアックな場所がよく出てきます」と語っている。

### ストーリー・セッティング
MAPPAの大塚学は、ストーリー構成には一番苦労したとアニメイトタイムズとのインタビューの中で振り返っている。大塚はこれまでに複数のシナリオライターに声をかけたが、いずれもジョージ・A・ロメロをリスペクトするあまり、重い内容のシナリオを提出してきた。そこで大塚は、これまでMAPPAの作品に関わってきた村越繁ならシリーズ構成の経験はなくてもギャグもコメディも出来るだろうと考え、村越を起用した。
本作では死を扱っていることから、意見のすれ違いを描くために、異なる時代を生きたアイドルたちのグループを作ることとなった。加えて、各メンバーには何らかの伝説を持たせるという案も採用され、ブレインストーミングの時点ではハリウッド女優や双子のアイデアもあった。
フランシュシュのメンバーのうち、山田たえ以外のメンバーが第1話のラストまでに自我を取り戻したことについて、Cygamesの竹中信広は「1人ずつ目覚めさせることも考えていたが、それでは話が進まない」とアニメイトタイムズとのインタビューの中で述べており、たえ以外全員を目覚めさせたことで良い流れを作ることが出来たと振り返っている。

### 美術
デザインにあたり、不気味ながらもかわいらしくしつつも、萌えにならないようにするという方針が立てられ、キャラクターデザインには深川可純が起用された。本作ではすべてにおいて大小さまざまのネタが詰め込まれており、ライブで観客席が映し出される場面も、デスおじをはじめとする個性的な観客が描かれた。オープニング映像はインパクトを重視した内容である一方、エンディング映像は水彩画のような画風で佐賀の風景が映し出されるものが用いられた。

### 音楽・音響
本作の音楽は高梨康治が担当した。監督の境宗久は採用の理由について、高梨がデスメタルを好んでいることと、ロックな生き方をする登場人物たちのロックな部分を前面に出しつつも、かわいい部分とのバランスがとれることを期待したこととアニメイトタイムズとのインタビューの中で述べている。また、Cygamesの竹中信広は「アイドル活動がお話の中心になるので、物語と楽曲をリンクさせるのが一番伝えやすいなと。そういう意味で普通にライブシーンをやるよりはメッセージ性がある」と語っている。

### 主題歌・挿入歌
主題歌・挿入歌はSCOOP MUSICの佐藤宏次プロデュースのもと、同社所属の作家陣によって制作されている。楽曲制作にあたり、アニメーション制作サイドからは「キャピキャピしたようなアイドルっぽいものにはしたくない」「（リリィを除き）声を作らないでほしい」といった要望が出された。また、作詞については佐藤から作家に対し、「ゾンビ主観の歌として作らない」という指示が出されている。

### 広報・プロモーション
プロモーションにおいては、作品内容に対する秘密主義を徹底した。製作発表から本放送開始まで、「新感覚ゾンビ系アニメ」というキャッチフレーズを除き、ストーリーに関する情報は伏せられた。プロモーションビデオも本格的なゾンビホラー作品と思わせる内容であった。東京都内で一般向けに行われた試写会では、観客に秘密保持誓約書の提出を要求した。これには、視聴者を驚かせたいという意図のほか、アイドルものと思われると視聴者が限定される可能性があったためであるという。
2019年7月27日に開催された後述のイベント「ゾンビランドサガLIVE〜フランシュシュみんなでおらぼう！〜in SAGA」内で第2期の制作が発表された。

### 演技・キャスティング
巽幸太郎役の宮野真守は音響制作のスタッフの提案で決まった。収録時のディレクションは宮野に「お任せ」されているが、アドリブではなく、言い回しで尺を使っている。アイドルのメンバー役は山田たえ以外はオーディションで選ばれた。
他のメンバーは個性がはっきりしておりイメージしやすかったため、スムーズに決まった。一方、さくら役の選考は難航し、最終的には本渡楓がさくら役に起用された。本渡は名古屋出身で方言を使ったことがなく、方言を使った作品への出演は本作が初めてだったため、最初は台本に書かれた唐津弁を見て不安に思ったが、方言指導を担当した佐賀県唐津市出身の舞台女優である藤野真梨亜の丁寧な指導により方言の楽しさとかわいさを味わったとイベントの中で振り返っている。純子役の河瀬茉希とゆうぎり役の衣川里佳も方言の楽しさについてイベントの中で話している。
リリィ役の田中美海は、オーディション時に渡された台本の内容からシリアスなアニメを想像していたが、始まってみたら予想以上にハチャメチャでだまされたと思ったとアニメイトタイムズとのインタビューの中で振り返っている。田中は前述のインタビューの中で、収録前から「リリィは一番年下で、身長も低いこともあって、自由にやっていいんじゃないかって思いました。そして2話でたえちゃんの首が飛んで行った時、『実況風にやってください』と言われて『ああ、そんなに自由でいいんだ』と確信しました（笑）。」と述べており、他のメンバーをおちょくるような感じを心がけていると話している。
山田たえ役の三石琴乃とゾンビ犬ロメロ役の高戸靖広は境の指名により起用された。ベテラン声優である二人を起用した理由について、境は「たえもロメロも言葉をしゃべらないからこそ、表現力が必要だと思って。いろいろな引き出しがある方じゃないと難しいだろうなと思った」とアニメイトタイムズとのインタビューの中で述べている。たえの担当声優が三石であることは当初伏せられていたが、第3話のエンドクレジットで初めて公開された。
三石は演じるにあたり外国のゾンビ映画を意識したとアニメイトタイムズとのインタビューの中で述べており、たとえば「あぅ」という台詞の場合は滑稽に演じるのではなく、本気で食いにかかるつもりで演技したと振り返っている。
演技の意図について、三石はフランシュシュのメンバーたちもたえと同じゾンビであることを視聴者に意識させようと思ったと前述のインタビューの中で述べている。
ロメロ役の高戸は「リアルと普段のロメロとの差を出すのはもちろんですけど、話にのっかって『へっへっ』言ったほうがいいのか、『ガウガウ』やったほうがいいのか、そこまで考えないで本能でやったほうがいいのかは家でテストをする時に考えます。ただ現場に来ると雰囲気がまったく変わったりするので、本能と直感でやるだけですね。」と述べており、悩んだときは監督に相談するものの、最終的には何も考えない方がロメロらしいのではないかと話している。
サブキャラクター役には様々な声優が起用され、このうち警察官A役の吉野裕行は最初の段階から決まっていた。第2話で警察官Aがラップをする場面について、サキ役の田野アサミは「あのシーンは最初、ラップをするとは台本に書かれていなくて。たぶんラップバトルしてるから吉野さんが俺もやろうと言って、やったものが採用されたんですよね。」とアニメイトタイムズとのインタビューの中で振り返っている。

## あらすじ

### ゾンビランドサガ
2008年、高校2年生になった源さくらは、東京のアイドルオーディションを受けようと決意し、応募書類を片手に自宅を出た途端、軽トラックにはねられてしまう。
2018年、とある洋館で覚めたさくらは記憶喪失になっており、さらには突然謎のゾンビ少女たちに襲われて外に逃げ出すが、自身もまたゾンビ化していることに気付く。そこに現れた青年・巽幸太郎から、佐賀県の認知度を上げるご当地アイドル企画「ゾンビランドサガプロジェクト」のため、自分がゾンビとして甦らされたことを知らされる。さくらは自分と同じくゾンビとして蘇った二階堂サキ、水野愛、紺野純子、ゆうぎり、星川リリィ、山田たえの7人でアイドルグループ「フランシュシュ」を結成、活動を開始する。
ゾンビならではのトラブルやメンバー間の不和を乗り越え、アイドルとして成長していくフランシュシュは、地元佐賀の人気者となる。単独ライブを控えたある日、再び軽トラックにはねられたさくらは、不遇だった生前の記憶を取り戻し、引き換えにゾンビになってからの記憶を失ってしまう。ネガティブになったさくらは活動意欲をなくしてしまうが、メンバーや幸太郎の励ましによってステージに立つことに。豪雪でステージが崩壊するという大ハプニングにも負けず、フランシュシュは歌い続ける。さくらはゾンビとしての記憶を取り戻し、メンバーと和解。アンコールの声に応え、7人は再び歌い始めるのだった。

### ゾンビランドサガ リベンジ
2019年3月、大規模会場での集客に失敗し、莫大な借金を背負ってしまったフランシュシュ。どうにか借金を返済しようとアルバイトに励むメンバーの傍ら、幸太郎はといえばプロジェクトの失敗に悲嘆し飲んだくれる毎日だった。しかし、バーのマスターからの発破、そして、圧倒的な苦境にも負けず小さなハコでの復帰ライブに臨むフランシュシュの姿に、自身もまたプロデューサーとしての復帰を決意する。
幸太郎の復帰に伴って本格的に活動再開したフランシュシュはラジオにTV、ライブの前座と次々仕事をこなし知名度を上げると共に、一人一人が確かな実力をつけていく。唯一の問題であった莫大な借金もたえの強運によって解消され、大失敗から一年、再び大規模会場でのリベンジライブを決意する面々。しかしその直後、佐賀を局地的な暴風雨が襲い未曾有の大災害を引き起こす。住処である洋館を失ったフランシュシュは避難所に身を寄せ、そこで避難民のためにライブショーを開く日々を送る。災害から数日、メイクが落ちて観客に素顔を見られてしまうというハプニングもあったが、どうにか正体を隠し通した彼女たちのもとにようやく幸太郎が合流する。そして「リベンジライブは必ず開催する」という幸太郎の言葉を受けた彼女たちは、再びライブに向けて動き出す。
2020年3月8日、さまざまな人の働きかけによって世界的に高い注目を浴びていたフランシュシュのライブには、多くの観客が集まっていた。1年前は全く埋まることのなかった会場は観客で埋め尽くされ、フランシュシュはリベンジライブに成功。熱狂の渦の中ライブは終わる。
後日。突如として空に現れた謎の飛行物体から放たれた光により、佐賀の大地は爆発に包まれるのだった。

## 登場人物
声はアニメ版の声優。演は舞台版の俳優。

### フランシュシュ
謎のアイドルプロデューサーを名乗る巽幸太郎が、存在が風前の灯となっている佐賀を救う「ゾンビランドサガプロジェクト」を実現すべく、現代にゾンビとして蘇らせた7人の女性アイドルグループ。ゾンビバレを防ぐため、各メンバーは本名ではなく「フランシュシュ○号」と番号で名乗り、正体を隠して活動している。リーダーはサキ。言葉を発せないたえに関してはダンスのみでの参加となっている。
平常時は顔色が悪かったり大きな傷跡があったりとゾンビらしい外見だが、アイドル活動をする際には幸太郎の施す特殊メイクによって、生前と遜色ない見た目となっている。『リベンジ』では幸太郎が施すものには遥か劣るものの、一般人には疑われない程度の簡易メイクを自分たちで施せるようになった。
グループ名は、さくらが思いついた「フランボワーズ」とたえのくしゃみをあわせてリリィが決めたもの。発足当初は「デス娘（仮）」、「グリーンフェイス」などと幸太郎が適当な名前をつけていた。
また、メンバーのほぼ全員が仏滅の日に亡くなっているという共通点がある。
本人達を除いてフランシュシュがゾンビであることを知っているのは、幸太郎、徐福、舞々、大古場の四人である。
源 さくら（みなもと さくら）
声 - 本渡楓
演 - 本西彩希帆
1991年4月2日生まれ、2008年4月7日（仏滅）没。享年17歳。
身長：158cm / 体重：46kg / 血液型：A型 / スリーサイズ：B88/W59/H90
本編の主人公。ゾンビィ1号。
髪は赤毛のロングストレートで、ピンクとエメラルドグリーンの水玉柄のリボンを付けている。普段の服装は死亡した際に着ていた学生服。 唐津弁で話す。生前はごく一般的なアイドル志望の女子高生で、幸太郎言うところの「伝説の○○」の肩書はない。
メンバーの中で最初に自我が目覚めたが、何らかの理由によりその後しばらくは生前の記憶を失ったままだった。最初はアイドル活動にも消極的だったが、半ば強引な流れでデスメタルライブに参加させられた際、脳裏にアイドルの残像がひらめき、「心が揺さぶられるような、すごく幸せな気持ち」を感じたことで、アイドル活動を続ける決意をする。ミーティング中に幸太郎に理不尽な理由でいじられたり、たえの奇行を止めたりと気苦労が多いが、仕事には意欲的。
生前は「劇の主役に選ばれたが当日おたふくかぜになる」「リレーの選手になり、学年一の俊足になるほど練習したが、入場行進で肉離れを起こす（しかも3年連続）」「難関校受験のため猛勉強し、模試でA判定をとっていたにも関わらず、受験当日、具合の悪い老人に立て続けに遭遇・介抱した結果、試験に集中できず不合格」と、幼い頃からことごとく努力が報われない人生を歩んできたため、高校に上がるころには、自身のことを「持っとらん子」と卑下するネガティブな性格となっていた。テレビで見たトップアイドル・水野愛の前向きな言葉に励まされ、「もう一度だけ頑張ってみよう」とアイドルになることを目指すが、その矢先に軽トラックに跳ね飛ばされて死亡した 。
アルピノライブを数日後に控えたある朝、ランニングに出ようとして再び軽トラックにはねられ、生前の記憶とネガティブな性格を取り戻し、代わりに、ゾンビになってからの記憶を失う。再び「自分は持っとらんから」といじけ、アイドル活動を拒絶するようになるが、幸太郎やメンバーの熱心な説得でステージに立ち、トラブルに見舞われながらもライブは大成功。ゾンビになってからの記憶も取り戻した。
最初に目覚めたという経緯もあって、メンバーの中心的存在となっている。また『1号』という肩書もあってか、ステージではセンターヴォーカルを務めることが多い。他のメンバーのような際立った強烈な個性や経歴はないが、舞々をはじめとしてファンは意外と多い。
『リベンジ』では借金返済のため、たえと共に牧場で働いている。
生前の趣味はアイアンフリルのおっかけ、お菓子作り、パズルゲーム。好きな食べ物はスイーツ全般で、嫌いな食べ物は辛いもの。好きな色はピンク。

二階堂 サキ（にかいどう サキ）
声 - 田野アサミ
演 - 鈴木友梨耶
1979年5月15日生まれ、1997年8月30日（仏滅）没。享年18歳。
身長：153cm / 体重：45kg / 血液型：O型 / スリーサイズ：B77/W54/H82
ゾンビィ2号。幸太郎いわく「伝説の特攻隊長」。20世紀末に九州地方を制覇した暴走族《佐賀レディースチーム怒羅美（どらみ）》の初代特攻隊長を務めていた。オレンジ色と黄緑色のメッシュを入れた金髪ロングヘアをポニーテールにしており、瞳もオレンジ色。服装は赤いスカジャンにロングスカート。佐賀弁で話し、口癖は「ぶっ殺すぞ」。いわゆるヤンキーで、ガラは悪いが情に厚く仲間思い。「ドライブイン鳥」や「ガタリンピック」など、メンバーの中では最も佐賀のローカルネタに精通している。目覚めた当時はアイドル活動にまったく興味がなかったが、初めての営業でさくらと繰り広げたラップバトルをきっかけに、歌で全国制覇を成し遂げるのも悪くないと思うようになり、以降は活動に意欲的になる。その後、自ら立候補してフランシュシュのリーダーを務めるに至る。
『リベンジ』では初恋の相手であるロックミュージシャン・ホワイト竜より深夜ラジオ番組『佐賀が佐賀であるために』を引き継ぎ、以後は番組名を『フランシュシュの佐賀が佐賀であるために』とリニューアルし、そのメインパーソナリティを担当する事となる。7号こと舞々からは、彼女の引退時にリメイク版のたまごっちを譲り受けた。借金を抱えてからは、工事現場で肉体労働に勤しんでいる。
生前は怒羅美の初代特攻隊長として九州制覇を成し遂げ、さらなる目標として全国制覇を目指していたが、ライバル暴走族《殺女（ころすけ）》との鏡山でのチキンレースによるバイク事故で崖下へ特攻・転落し、死亡。大破炎上したバイクと運命を共にした。
生前の趣味はゲーセン、たまごっち。好きな食べ物は鶏肉で、嫌いな食べ物は甘いもの。好きな色はオレンジ。

水野 愛（みずの あい）
声 - 種田梨沙
演 - 松岡里英
1992年3月7日生まれ、2008年8月4日（仏滅）没。享年16歳。
身長：160cm / 体重：42kg / 血液型：B型 / スリーサイズ：B81/W56/H80
ゾンビィ3号。幸太郎いわく「伝説の平成のアイドル」。日本一の人気アイドルユニット《アイアンフリル》の元センターヴォーカル。黄色の花飾りをつけた黒髪のショートヘアに茶色の瞳。服装はブレザーとミニスカート。理屈は不明だが、アイドルモードになると頭の花飾りの数が増える。
物事をはっきり言う性格で、目覚めた当初はゾンビの自分たちがご当地アイドルで町興しをするというハチャメチャなプロジェクトにも懐疑的な態度を示していた。一度は純子とともに洋館からの脱走を図ったが、その後現状を受け入れ、正式にメンバーとなる。以降はダンスレッスンなどにおいて他のメンバーの指導者的立場となる。『リベンジ』ではバイトやソロ活動などの移動に際し、バイクを利用している。借金を抱えてからは、おつまみ・珍味加工メーカーの「小島食品工場」で働いており、職場の同僚とも良好な関係を築いている。
生粋の努力家で、真摯なまでの上昇志向の持ち主。生前、アイアンフリル初の武道館公演を成功させた後のドキュメンタリー番組では「失敗とか後悔とかを全然ダメなことだと思ってないからですかね。それって絶対次につながることですし、そういうのを全部踏み越えた先に誰にも負けない私がいると思ってるので」と語っていた。佐賀の鳥栖スタジアムでの野外ライブ中に落雷を受けて死亡する。自身の死因となった落雷がトラウマになっていたが、サガロックのステージで無事克服した。
生前の趣味はアイドル研究、キモカワマスコットグッズ収集。好きな食べ物は焼肉で、嫌いな食べ物は炭水化物。好きな色は青。

紺野 純子（こんの じゅんこ）
声 - 河瀬茉希
演 - 北原侑奈
1964年9月2日生まれ 1983年12月9日（仏滅）没。享年19歳。
身長：155cm / 体重：40kg / 血液型：A型 / スリーサイズ：B80/W55/H84
ゾンビィ4号。幸太郎いわく「伝説の昭和のアイドル」。1980年代のアイドルブームの火付け役となった人気アイドル。灰色の髪のショートボブで、一部だけ長く残した後ろ髪を青いリボンでおさげにしている。瞳は銀色。服装はワンピース型のセーラー服。
生真面目で控え目な性格だが、意外と頑固。「ステージの上からファンを魅了するのがアイドル」という昭和アイドルならではのプロ意識があり、チェキ会でファンと密接なふれあいをすることをあり得ないと拒否した。歌唱力はメンバー1。どういう経歴から来るものか、ピッキングや建造物の破壊などに関して、謎に高いスキルと知識を持っている。『リベンジ』では生前からアコースティックギターを弾くことができたことが明らかになっている他、その経験を活かしてエレキギターの演奏もこなせるようになっている。借金を抱えてからは、佐賀の伝統玩具「尾崎人形」の着色のバイトをしており、師からは厳しくも温かい指導を受けている。ナイーヴな性格で、思い悩んだときにはギターを弾いたり海を眺めるなどして気分転換を図っている。幸太郎にもよく相談に乗ってもらっており、そのたび、意外にも的確かつ親身な回答をもらい、無事悩みから脱却している。
自身初の九州ツアーで、最初のコンサート会場である佐賀に向かう際、飛行機事故で死亡している。
生前の趣味は釣り、ヨガ、ピアノ。好きな食べ物は豆類、和食で、嫌いな食べ物はトマト、レバー。好きな色は白。

ゆうぎり
声 - 衣川里佳
演 - 坂本澪香
1863年11月23日（文久3年10月13日）生まれ、1882年12月28日（明治15年12月28日）（仏滅）没。享年19歳。
身長：165cm / 体重：48kg / 血液型：不明 / スリーサイズ：B94/W62/H89
ゾンビィ5号。幸太郎いわく「伝説の花魁」。幕末から明治にかけての時代を生き抜き、明治維新にも関わったという。茶髪を赤い髪留め布と串団子型の簪を使って頭頂部でハート形に束ねている。瞳は紅色。服装はオレンジの菱形模様の振袖に濃緑の膝丈の袴と、明治時代の女学生風の装いをしているが、生前、女学校に通っていたという事実はなく、生前は濃い緑色の着物を纏っていた（彼女の生前の服は古すぎて見つからなかったためと思われる）。廓詞で話し、長煙管で喫煙する。
鷹揚な性格でゾンビになったこともあっさり受け入れており、アイドル活動もマイペースで楽しんでいる。『リベンジ』では借金返済のためにスナック千夏でバイトをしており、警察官Aをはじめとする客からの人気が高い。
三味線など芸妓に長けている。生前は嶋原で花魁をしており、壬生浪士組が得意客であった。客は勿論、同性からの人気も高かったが、人気が高まりすぎた結果、値段が青天井で吊り上がってしまい却って指名がかかりにくくなり客が取れなくなるという、本末転倒なことになっていた。店の主人の知り合いで、お取り潰しとなった佐賀藩の高官、吉右衛門に身請けされるが、佐賀に来て程なくして吉右衛門が他界し、未亡人となる。遺された屋敷で少女たちに三味線を教え慎ましく生活していたが、花魁時代に客であった政府の重鎮や薬師との繋がりは健在であった模様。百崎喜一と出会ったことで佐賀復権運動に関わるようになる。その運動の結果、騒乱沙汰でお尋ね者になった喜一を知り合いのつてを頼って長崎に逃亡させ、正二郎による喜一の暗殺を阻止した。復権運動の首謀者を逃亡させた罪で陸軍に捕らえられ、陸軍の私刑により斬首された。ゾンビとして蘇生した後は現在の佐賀でのアイドル活動を楽しんでおり、喜一が命がけで救った佐賀を、今度は自分とフランシュシュのメンバーで救うことを徐福と約束した。
生前の趣味は扇子集め。好きな食べ物は甘酒で、嫌いな食べ物はゆず。好きな色は赤。

星川 リリィ（ほしかわ リリィ）
声 - 田中美海
演 - 高梨莉
1999年10月6日生まれ、2011年11月30日（仏滅）没。享年12歳。
身長：130cm / 体重：31kg / 血液型：AB型 / スリーサイズ：B59/W54/H56
ゾンビィ6号。幸太郎いわく「伝説の天才子役」。かつて大河ドラマでブレイクし、全チャンネルのゴールデンタイム放送番組で主演を経験したという超売れっ子子役女優。水色の髪をツインテールにしており、瞳は金色。服装は緑のブレザーとプリーツスカート。頭頂部に大きな星型の髪飾りを着けている。ハート型の心臓が体の外に飛び出しており、人前に出る時は服の中に隠す。一人称は「リリィ」。明るく天真爛漫な性格だがときおり毒舌。夢見がちな性格である反面、子供ながらに様々な経験をしていることから、博識かつ現実的な考えの持ち主でもある。小柄でサキからは「ちんちくりん」や「ちんちく」と呼ばれている。生前から佐賀在住であったため、サキほどではないが佐賀のローカルネタに精通している。
『リベンジ』では落語を披露したり、即興で曲をスキャット風にアレンジし歌うなどの多芸さを見せている。借金を抱えてからは、牛乳配達のアルバイトをしている。
実は肉体的には男で、いわゆる〝男の娘〟。本名は豪 正雄（ごう まさお）。かわいい自分、輝いている自分が大好きで、テレビ好きな父・剛雄のため芸能界入りしたが、多忙によるストレスで精神的にも肉体的にも衰弱していた折、自身にヒゲが生えたことによる精神的衝撃が追い打ちとなり、心臓発作で死亡している。
生前の趣味はぬいぐるみ、重機雑誌。好きな食べ物はマヨネーズ、マスタード、ケチャップで、嫌いな食べ物はもずく、ひじき。好きな色は黄色。

山田 たえ（やまだ たえ）
声 - 三石琴乃
演 - 森田亜沙美
誕生日不明、没年不明。享年29歳。
身長：170cm / 体重：50kg / 血液型：不明 / スリーサイズ：B91/W59/H89
ゾンビィ0号。幸太郎いわく「伝説の山田たえ」。膝まであるボサボサの黒髪で裾がはねている。服装は襟が裂けた肩出しの黒いワンピース。メンバーの中でただ一人だけ自我に目覚めておらず、うめき声しか発せないため歌唱には参加しない。
常に本能むき出しで動く、ある意味最もゾンビらしいゾンビ。食欲旺盛で、食べ物を目の前にすると滝のようにヨダレをたらし、ガタリンピックの際には仲間を観戦しながら、ワラスボの干物などのご当地の屋台料理を頬張っていた。ドライブイン鳥のCM出演時にニワトリの鳴きまねを覚え、以後持ちネタのように披露している。何かに噛みつく癖があり、さくらや純子、時には万梨阿のお団子などが標的になっている。
アイドル活動に興味はない様子だったが、さくらがフランシュシュの記憶をなくした際には、引きこもってしまったさくらを無理やり引きずり出して他の仲間たちに向き合わせるきっかけを作るなど、心の奥底ではフランシュシュのことを大事に思っている模様。
『リベンジ』では出会う人すべてに食べ物をもらうほど近隣住人に慕われていたり、コンサートで見事なドラム捌きを見せたり、フリーダンス大会に飛び入り参加して優勝するほどの高いダンス能力を見せたり、偶然買ったボートレースの投票券を当ててフランシュシュの借金を全額返済したりと、相変わらずの無軌道さと予測不能な活躍ぶりを見せている。借金を抱えてからはさくらと共に牧場で働いているが、どういった貢献をしているかは不明。
一見するとあまりにアイドルらしからぬ奇想天外な言動が目立つが、その何も気にしない何物にも縛られない自由で独特な振る舞いは、ファンの間で至って評判がいい。
生前の趣味は旅行代理店巡り。好きな食べ物は明太子、イカで、嫌いな食べ物はたこ、わさび。好きな色は紫。

### フランシュシュ関係者
ここではフランシュシュのメンバーが生前関わっていた人物についても記載する。
巽 幸太郎（たつみ こうたろう）
声 - 宮野真守
演 - 瀬戸祐介
アイドルプロデューサーを名乗る謎の男性。存在が風前の灯火となっている佐賀県を救うべく、さくらたちをゾンビとして復活させ、アイドルとして活動させている。常にサングラスをかけ、スーツの上着をマントのように羽織っており、ロメロの餌兼ゾンビたちを落ち着かせるためのスルメをポケットチーフのようにベストの胸ポケットから覗かせている。さくらからは「幸太郎さん」、サキからは「グラサン」などと呼ばれる。
非常に破天荒かつ適当な人物で、ミーティングでは毎度のようにさくらたちに挑発的な態度で絡み、ときにサキや愛から反撃を食らっている。しかし裏では佐賀県内の宿泊施設や商工会に働きかける、企業にタイアップを呼びかけるなど、しっかりと営業活動を行なっている。ハリウッド直伝の特殊メイク技術（自称）を持ち、ライブなどの露出活動において、さくらたちがゾンビだとバレないようにメイクを施している。ボイスパーカッションでステージを盛り上げたりピアノで曲作りをするなど、音楽的な能力は極めて高い。反面、デザインセンスは残念なところがあり、自身がデザインしたTシャツやグッズ、Webサイトなどはさくらたちから酷評を受けている。『リベンジ』第1話で、純子や愛の危惧もお構いなしにEFSライブを挙行、フランシュシュが莫大な借金を背負うきっかけを作った。
一期最終話の回想シーンにて、実は高校時代のさくらの同級生であり、さくらからは「乾（いぬい）くん」と呼ばれていたことが明らかとなった。『リベンジ』第11話では、高校時代のさくらに密かに想いを寄せており、「アイドルになる」という彼女の生前の夢を叶えたいという思いが「ゾンビランドサガプロジェクト」立案理由の大きな部分を占めていることが示唆されている。

ロメロ
声 - 高戸靖広
11月1日生まれ、12月9日没。享年3歳。
体長：33cm / 体重：3kg
幸太郎が飼っているゾンビ化したトイプードル。スルメが好物で、食べる時に顔がえげつなくなる。夜は番犬として敷地内を徘徊し、時々たえと戯れる。実は徐福と共に明治頃からゾンビ犬として存在していたことが示唆されている。
好きな食べ物はアタリメで、嫌いな食べ物はドッグフード。

羽場 詩織（ばば しおり）
声 - 徳井青空
第7話から登場。愛がかつて所属していたトップアイドルグループ《アイアンフリル》の現リーダー。小学生の頃から伝説のセンターであった愛に憧れており、3号と愛を重ねている節がある。
第1期のアルピノライブ以降フランシュシュに注目しており、愛のポテンシャルの高さを見出し、佐賀県に埋もらせるには惜しいと考えていた。また、何より『水野愛』と瓜二つな3号を仲間に加えたいという想いを内に秘めており、『リベンジ』第3話、第4話におけるSAGAアリーナのライブ参加の折にヘッドハンティングを試みたが、袖にされる。
公演の前座を務めたフランシュシュのパフォーマンスを目の当たりにし、アイアンフリルにとって脅威となる存在であることを認識した上で、全国生放送のTVインタビューにてフランシュシュにライバル宣言をした。『リベンジ』第12話ではフランシュシュのチャリティーライブの情報を拡散したうえで、他のメンバーと共に駅前不動産スタジアムを訪れ、ライブをVIP席で鑑賞した。

ユイ
声 - 金子千紗
第7話から登場。《アイアンフリル》のメンバー。3号と愛を重ねている詩織に対し、似ているだけで全くの別人だと告げた。詩織が愛の引き抜きに執着するあまり、周りが見えなくなっていることを心配している。

豪 剛雄（ごう たけお）
声 - 小山剛志
第8話に初登場。リリィ（正雄）の実父。佐賀建設で働いている。リリィから「パピー」と呼ばれていた。妻を亡くしたあとは一人息子のリリィを溺愛していた。大のテレビ好きで、リリィが芸能界入りしてからはマネージャーを務めていたが、リリィの死後はテレビを捨て、家でも職場でもテレビを見ないようにしていた。フランシュシュのチェキ会でリリィそっくりな6号に対面したことで感情を抑えられなくなり暴走、危険人物扱いされてしまう。事情を知ったフランシュシュに招かれたライブで、父への想いを歌う6号の姿に心を打たれ、トラウマを克服する。
『リベンジ』第5話でリリィが出演した全国ネットのTVオーディション佐賀予選番組を仕事場で観ている姿が映される他、様々なライブを観に来ている。
『リベンジ』第12話では会社の同僚と共に駅前スタジアムの復旧作業に励んだのちライブを観戦した他、洋館の新築作業に取り掛かっていた。

天吹 麗子（あまぶき れいこ）
声 - 松下こみな
第9話から登場。サキが生前所属していた暴走族レディースチーム《怒羅美》の仲間であり、初代総長。旧姓霧島。サキの親友でもあり、よくつるんで行動していた。両親が離婚し普通とは呼べない青春時代を過ごしていたため、「普通の家族」に憧れていた。現在では多忙な夫を持ちながらも幸せな家庭を築いており、グレて怒羅美に入った娘の万梨阿の身を案じている。万梨阿が鏡山でチキンレースをする事を知ると、車庫に隠してあったレディース時代のバイクで駆け付けた。万梨阿の代わりに飛び入りでチキンレースに参加し、崖下へ特攻するも生きて（？）帰ってきたサキを殴りつけ「死んだらどうする」と説教した。その後、娘と一緒に彼女のライブにも足を運んでいる。
『リベンジ』第2話で、サキの中学時代の回想にて、サキと出会った時の様子が描かれている。

天吹 万梨阿（あまぶき まりあ）
声 - 古賀葵
第9話から登場。麗子の一人娘。母の旧姓を名乗って霧島万梨阿として暴走族《怒羅美》の8代目総長としてチームを率いているが、メンバーは右川（声 - 本泉莉奈）と左山（声 - 和氣あず未）の合わせて3人のみ。かつての怒羅美初代総長の面影がないほどに丸くなった母への不満からグレてしまい、同じレディースチームである《殺女（ころすけ）》と対立する。
殺女からの果たし状を受けチキンレースで決着を付けようとするも、「一日特攻隊長」として駆けつけたサキの説教と、ブレーキをかけずに特攻したサキの根性、そしてサキに説教する母の姿と、母を説得させるほどの根性を見せろというサキの言葉を聞き、考えを改めた。「自分の伝説を見せてやる」とサキの招待を受けてライブに足を運び、観客を湧かせているサキの姿に感銘を受けた。
『リベンジ』第6話にて再登場。前述のチキンレースによって爆発炎上してしまった麗子のバイク代を稼ぐため、スーパーでアルバイトに励んでいる。またサキのパフォーマンスを見て、突っ張るところは一つではないことに気づかされ、《ダンスチーム怒羅美》と改名し新たなスタートを切った。
人前では麗子を「お袋」と呼ぶが、時折、「ママ」と口走ってしまうことがある。

バーのマスター / 徐福
声 - 大塚芳忠
第11話から登場。「BAR New Jofuku」のマスターで、髭面の壮年の男性。
幸太郎とは旧知の仲。わざとなのか天然なのか、よくフランシュシュのユニット名を言い間違える。葉隠などへの造詣も深く、第11話での幸太郎との会話から、長い時を生きていることやゆうぎりと何らかの関係があることが示唆されている。『リベンジ』第1話でも登場し、酒浸りで失意の底にいた幸太郎を突き放す形で諭して立ち直らせた。佐賀事変にて、正体が佐賀そのものであることが示唆されており、明治時代に佐賀県が長崎県に統合されていた際には床に伏せていた。7年前の佐賀の乱で父親を失った喜一を保護、喜一に佐賀を救う使命を課し、喜一が佐賀復権運動に邁進する姿を見守っていた。
『リベンジ』第10話では数千年前より『佐賀の呪い』と戦っていた事が明かされ、さらに占いにより「令和の初めに佐賀に未曾有の危機が訪れる」と予言している。

楪 舞々（ゆずりは まいまい）
声 - 花澤香菜
『リベンジ』第7話他登場。佐賀南高校の現役女子高生で、フランシュシュの熱狂的なファン。推しは1号。かなりのマイペースで天然。運動神経はかなり悪い。大のフローズンタピオカ好きで巨乳の持ち主。
趣味の銭湯巡りで銭湯を訪れた際、間違えて男湯に入り、先に入浴していた幸太郎が落とした石鹸で足を滑らせ、頭を打ち意識を失う。死亡したと早とちりした幸太郎が洋館に連れ帰ってしまった結果、フランシュシュがゾンビであることがバレてしまう。意識を取り戻した直後、「口外しないので、フランシュシュへの加入を認めてほしい」と訴え、幸太郎に「フランシュシュ7号」としての加入を認められる。
以前は自分が生きる佐賀が全国的に知名度がないことに絶望していたが、フランシュシュのライブを見て感銘を受け、「自分もそんな風になりたい、佐賀でそうやって生きていたい」と感じるようになった。
自身の高校の学園祭ライブでデビューが決まるが、本番前日にさくらから「死んでも何度も立ち上がり、夢を追うことが自分たちが生きるということ」と聞かされたことで、「メンバーのように輝くには、まず、この佐賀で生き抜くこと」と考えるようになり、デビューと同時にフランシュシュからの卒業を発表する。1日限りのステージを終えたのち、さくら達がゾンビだという事を秘密にすると約束してチームを去った。
『リベンジ』第12話では藤子（声 - 田村ゆかり）や駒子（声 - 堀江由衣）と共に避難所生活を送っていたが、ラジオから流れるフランシュシュからのメッセージに即反応。熱心に耳を傾ける。

### その他
警察官A
声 - 吉野裕行
第1話から登場。佐賀県警の警察官。
1982年11月14日生まれ、36歳（独身）。
身長：167cm / 体重：65kg / 血液型：A型
ゾンビ化したさくらと出くわした際、恐怖のあまり拳銃でさくらに発砲。動かなくなったさくらの様子を見ている所を背後から幸太郎にスコップで殴り倒された。その後も夜間警らなどでゾンビ姿のさくらたちと遭遇してはパニックになるという流れを繰り返している。結果として、愛・純子に「蘇った自分たちが生きるためには、ゾンビであることを隠しながら幸太郎の下でアイドル活動をする他ない」と思い知らせた。『リベンジ』ではスナック千夏で働くゆうぎりに惚れている他、エフエム佐賀の深夜番組にラジオネーム「佐賀警察の汚れたハリー」の名で葉書投稿している。また『リベンジ』第6話で勤務中にたえを唐津競艇場に誘うなど警察官としてあるまじき姿を晒しており、普段からサボりの常習犯であることもあって、上司の巡査部長（声 - 内田紳一郎）から叱責を受けている。
趣味は麻雀。好きな食べ物はイカの塩辛、熱燗で、嫌いな食べ物はりんご。

デスおじ
声 - かぬか光明（デスおじA）、佐藤せつじ（デスおじB）
演 - 足立信彦（デスおじA）、 田中彪（デスおじB）
第1話から登場。デスメタルをこよなく愛する男性二人組で、ステレオタイプなヘヴィメタル・ファッションでライブに赴く。デスメタルのライブに飛び入り参加したさくらたちを場違いとして客席からヤジを飛ばすが、曲が始まってすらいないのにいきなりモッシュダイブをかます豪快さや首が折れるほどのヘッドバンキングに感銘を受け、彼女たちのファンの一員になった。その後もライブ会場に足を運んでは彼女たちのパフォーマンスに感涙している。
『リベンジ』でもフランシュシュのファンを続けており、EFSライブ失敗以降初のライブで多数のヤジが飛ぶ中でも彼女達を応援し続け、観客相手にたった2人で闘う強さを見せつけた。

大古場 新太（おおこば あらた）
声 - 奈良徹
第5話から登場。佐賀県の情報誌「サガジン」の記者で、カメラマン役の犬走（声 - 木村良平）と共に活動している。ドライブイン鳥のTVCMや鹿島ガタリンピックの取材を通じて純子に見覚えがあることに気付き、独自調査をはじめる。フランシュシュのサガロックにおけるパフォーマンスをサガジンに寄稿。
第1期最終話ではフランシュシュ3・4・6号がそれぞれ水野愛、紺野純子、星川リリィとあまりにも瓜二つな件について頭を悩ませていた。
『リベンジ』ではEFSライブに大失敗したフランシュシュに、記者として公平な立場で記事を書き、それでも彼女たちが立ち直る日が来るだろうとホームページを逐一確認していた。第6話にて町中でたえを見かけて尾行した結果、洋館でたえの首が取れて、それでも生きているのを目撃してしまい、メンバー全員ゾンビなのではという推測に至る。愛、純子、リリィが「佐賀県で亡くなっている」という共通点から、「過去、佐賀県にて事故や事件などで死亡した女性」を調べ上げ、さくら、サキ、たえも死亡しているのを確認した。幸太郎が私利私欲のために彼女たちを無理矢理蘇らせアイドル活動を強要しているのではないかと考え、死者への冒涜だとして幸太郎を糾弾する。幸太郎がEFSでのリベンジライブを開催するつもりである事を知り、「これ以上死者を晒し者にしたくない」という彼なりの正義のもと、フランシュシュの正体を世間に公表することで彼女たちのアイドル活動に終止符を打とうとする。しかし突然の暴風雨による停電で記事を送信することに失敗。佐賀水害の被害状況を調べるためにカチオンを訪れた際にフランシュシュを発見、彼女たちが自分たちの意思でアイドル活動をしている事を知り考えを改める。EFSライブを実行に移すにあたって幸太郎から、フランシュシュの行うチャリティーライブを全国に宣伝するためのメディアへの働きかけを頼まれた。

東鶴 美沙（あずまつる みさ）
声 - 納富ももこ
第9話他に登場。暴走族《殺女（ころすけ）》の10代目総長で、通称『堕天使のミサ』。初代から対立が続く《怒羅美》を完膚なきまでに潰そうと、万梨阿にチキンレースを吹っ掛ける。しかし「一日特攻隊長」として駆けつけたサキと勝負し敗れた。
『リベンジ』第6話に再登場。先述のチキンレースで敗れた後、サキがたどり着いたスピードの向こう側を求め、殺女を離れ競艇選手に転身した。しかし思うような活躍が出来ず、一度も白星を手にできなかったことから『イノシシのミサ』と揶揄される。しかし、レースを観戦していた万梨阿の姿を見て奮起、「伝説のワラスボターン」を決め念願の初勝利を手にした。
水害後にはボートで物資を運ぶなどの手伝いをしていた。

ホワイト竜（ホワイトりゅう）
声 - 白竜
『リベンジ』第2話に登場。佐賀県出身のロックミュージシャン。「お前の探している答えは、いつだってサガにある！」のフレーズなど、熱い性格から若者を中心に全国的に人気があり、エフエム佐賀の深夜枠でラジオ番組「佐賀が佐賀であるために」のラジオパーソナリティを1992年から務めている。前方に突き出た巨大なリーゼントが特徴だが、初老に差し掛かっているためか現在は萎びれ垂れ下がっている。
アメ車のオープンカーで移動しているが、クルマはマネージャーに運転させて、自身はボンネットの上に大の字になって乗っている。特徴的な独特の言い回しは「魂の拳」と称されファンには人気がある一方、興味のない人からは「毎回何を言っているかよくわからない」と言われる事もある。
一匹狼だった中学時代のサキは、彼のラジオを聴いたことがきっかけで「仲間」の存在を知り、霧島麗子をはじめとする怒羅美の仲間達、そしてフランシュシュという仲間を得たと、今も彼に感謝している。
祐徳稲荷神社での地域紹介番組でフランシュシュと共にゲスト出演し、その際にサキにラジオ番組を辞める事を話した。その後、「ラジオを辞めないでくれ」と生放送中のスタジオまで直談判に来たサキを見て「熱い魂」を託せると感じ、番組の後継者に任命。その後は世界に佐賀を伝えるべく旅に出た。サキの初恋の相手でもあり、旅立つ竜に告白した彼女に対し、「大人になっていい女になったらまた会おう」と答えた。
『リベンジ』第12話では在日米軍らしき部隊と共に佐賀の復興作業に訪れ、ライブをVIP席より鑑賞していた。

大空 ライト（おおぞら ライト）
声 - 高山みなみ / 歌 - 阿部カノン
『リベンジ』第5話に登場した天才子役。表向きは礼儀正しく、友好的な性格である。しかし、裏の顔はブロードウェイを夢見る上昇志向の強いプライドの塊で、口調も乱暴。自分よりも遥かに年上の西村マネージャー（声 - 土田大）にも大きな態度をとる。佐賀にて行われたテレビのオーディション番組でリリィと共演するが、その理由も「佐賀なら強いライバルがおらず、自分以上に秀でた人間がいない」という考えからだった。リリィと共に予選を通過、決勝でも最高のパフォーマンスを披露し優勝を掴むが、リリィのパフォーマンスを目にして自信を喪失する。ただ番組終了後、リリィに背中を押され元気を取り戻し、別れる際には「上京して来たら、また共演してやる」と告げ、佐賀を去った。
『リベンジ』第12話ではフランシュシュのチャリティーライブのために情報拡散に協力したうえで、駅前不動産スタジアムを訪れてライブをVIP席から鑑賞した。

町子（まちこ)
声 - 斎藤こず恵
『リベンジ』第1話と第11話以降に登場。愛がバイトで働いている「小島食品工場」のパート勤務の中年女性。第11話で佐賀全域が水害に見舞われて他のパート仲間と共に避難所であるショッピングモール「カチオン」へ移動中、洋館が崩壊して途方に暮れているさくらたちに声をかけて一緒にカチオンへ移動する。カチオンではさくらたちと共に配給活動に参加する。

佐賀県知事
声 - 山路和弘
『リベンジ』第12話に登場。佐賀県庁の水害対策本部で佐賀県の水害被害に対応しているところを幸太郎が押しかけ、鳥栖市のインフラ復旧とEFSリベンジライブの重要性を訴えかけられ、駅前不動産スタジアムをはじめとするインフラ復旧に尽力する。

コッコくん
声 - 近野顕次（佐賀県庁広報広聴課勤務）
第1期第5話と『リベンジ』第6話、第12話に登場。ドライブイン鳥のマスコットキャラクター「コッコくん」のスーツアクターをしている男性で、第1期第5話ではドライブイン鳥のCM収録のためにフランシュシュと共に出演。その際にたえに襲われ、その様子を撮ったCMは好評を博す。
『リベンジ』第6話では久中製薬主催の656広場ダンス大会の5年連続優勝者として登場し、たえと優勝をかけて勝負するも敗れる。そして『リベンジ』第12話ではEFSライブにも駆けつけた。

久中製薬広報部長
声 - 田村聖子
第1期第4話と『リベンジ』第6話に登場。久中製薬は県の地元企業である製薬会社。第4話では嬉野温泉旅館で行われる会社の慰安旅行の宴会に、出演予定だった芸人がドタキャンになり、代わりとしてフランシュシュに営業を依頼。こうした営業はフランシュシュも初めであったが、久中の製品『サガンシップZ』も盛り混むパフォーマンスにも大変満足した様子。ところがその晩遅く、温泉風呂でこっそり入りに来ていたフランシュシュメンバーと遭遇し、首が取れるさくらの姿を目撃してしまって恐怖で風呂を逃げ出した後、騒ぎを聞きつけ部屋を出てきた他のメンバーの素顔や生首を抱えた状態で転倒し、滑って迫るゾンビ組にも目のあたりにしてしまう。こうして翌日には、恐怖によって軽度の記憶障害を起こしてしまったらしく、幸太郎がもくろむタイアップまでにはならなかった。この時の様子は雑誌「サガジン」に、部長はその後1週間程は恐怖で仕事が手につかない状態であったと記事にされている。
『リベンジ』第6話では、久中製薬杯・ダンスバトル大会2019の主催側として挨拶に来場していたが、たえが飛び入り参加し、その姿にトラウマが発生した様子。

#### 明治時代の人々
百崎 喜一（ももざき きいち）
声 - 宮野真守
『リベンジ』第8話、第9話に登場。佐賀を救うためにビラ配りをする青年。ゆうぎりと出会って、彼女に一目惚れした。人懐っこく、人のことを信じようとする純粋さを持つ。仲間思いな性格。
元士族の出身で、7年前の士族反乱で唯一の肉親である父親を失い、途方に暮れていた所を徐福に拾われた過去を持つ。難治県の一つと考えられ、士族反乱の懲罰として三潴県に併合された佐賀を取り戻すという徐福の悲願、そして、佐賀を取り戻して平和な時代を作りたいという自分自身の想いをきっかけとして奮起。佐賀復権活動を始めるに至った。もともとは穏便な方法で佐賀県の独立を目指していたが、佐賀の乱の残党らが仲間に加わり人数が増えたことで収集がつかなくなった挙句、彼らの暴走を許してしまう 。結果、復権運動のリーダーとして陸軍のお尋ね者となり、あわや処刑の憂き目に遭うが、ゆうぎりの計らいで長崎に逃亡するよう促され、彼女が罪を被り処刑されたことで難を逃れた。ゆうぎりの死後、佐賀県は長崎県から独立したが、そこに喜一が関わっていたかは不明である。
伊東 正次郎（いとう せいじろう）
声 - 内山昂輝
『リベンジ』第8話、第9話に登場。2年前に喜一と出会い友人となる。正体は佐賀に潜む逆賊を監視する役人。現代でいう公安スパイ。喜一もまた監視対象であったが、喜一の人柄に触れたことで彼を殺したくないと思うようになり、彼の佐賀復権運動を辞めさせようとしていた。職業柄、写真に撮られることが苦手だった様子。開国したばかりの日本のことを『未熟で歪で野蛮な国』と評しており、ある種の口癖として、そのことを何度も口に上している。喜一の逃亡後、ゆうぎりと一騎討ちをするに至り、その際の詳細な心情は不明だが、あえてゆうぎりに勝ちを譲る形でその命を散らした。
吉右衛門（きちえもん）
声 - 平田広明
『リベンジ』第8話に登場。かつて「抜かずの吉右衛門」や「日比谷の鬼」と呼ばれた明治政府の高官で、京都の島原遊廓でのゆうぎりの贔屓客。妻を亡くし、自身も老齢なこともあり余生を故郷の佐賀県で過ごしたいとして辞職。ゆうぎりを家中として、また自由な世界を見せてあげたいとして彼女を身請けする。廓の主人と女将も彼の人柄を高く評価しており、彼の元への身請けをゆうぎりに薦めている。ゆうぎりも快く承諾して共に佐賀に移り住んだが、数ヶ月後、彼は病に倒れ、ゆうぎりに邸宅を含む財産の一部を譲ってこの世を去った。ゆうぎりに家事をはじめ、護身として剣術を教えている。

## 用語

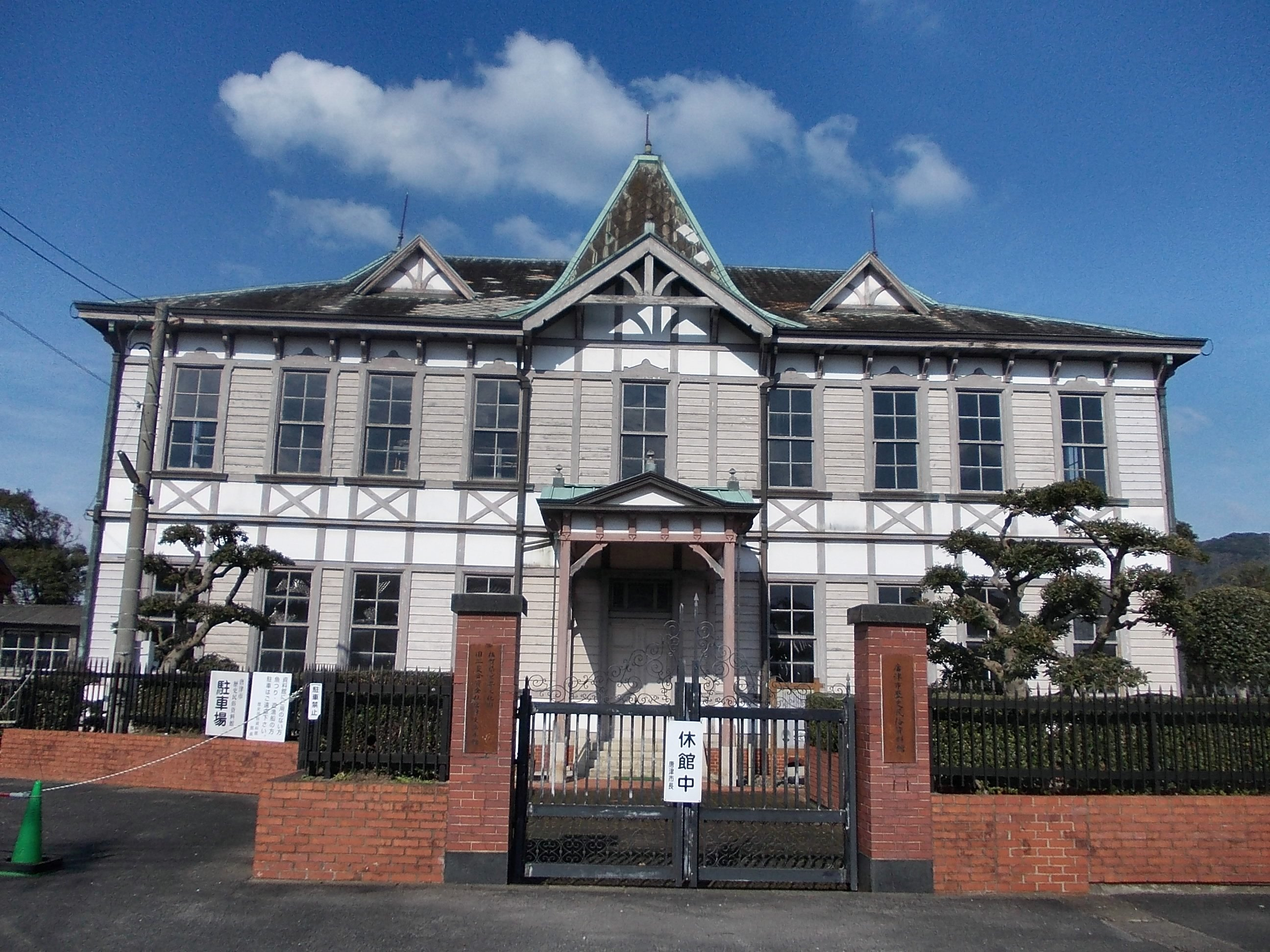
旧三菱合資会社唐津支店（2016年2月）

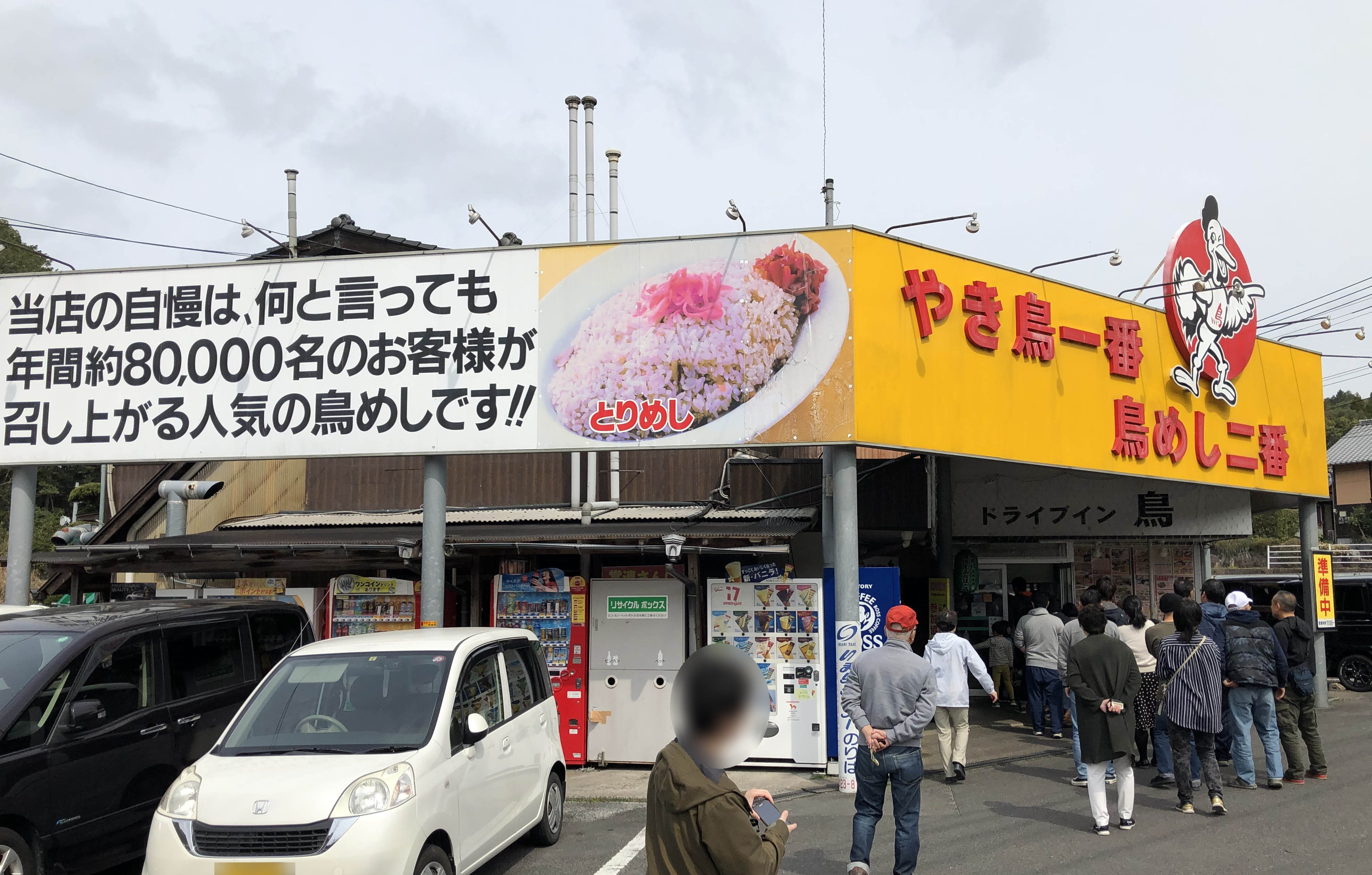
ドライブイン鳥伊万里本店

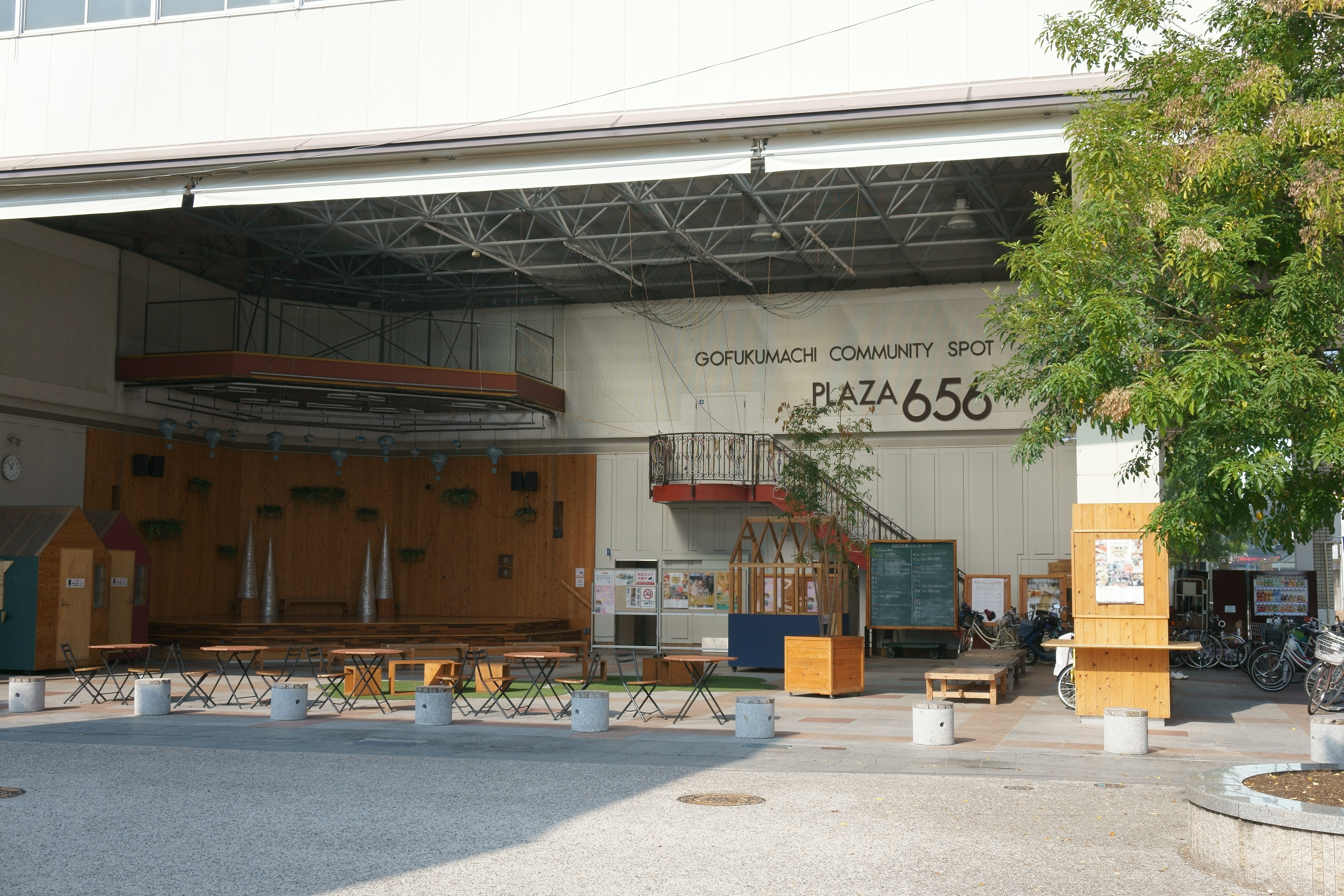
656広場（むつごろう広場）

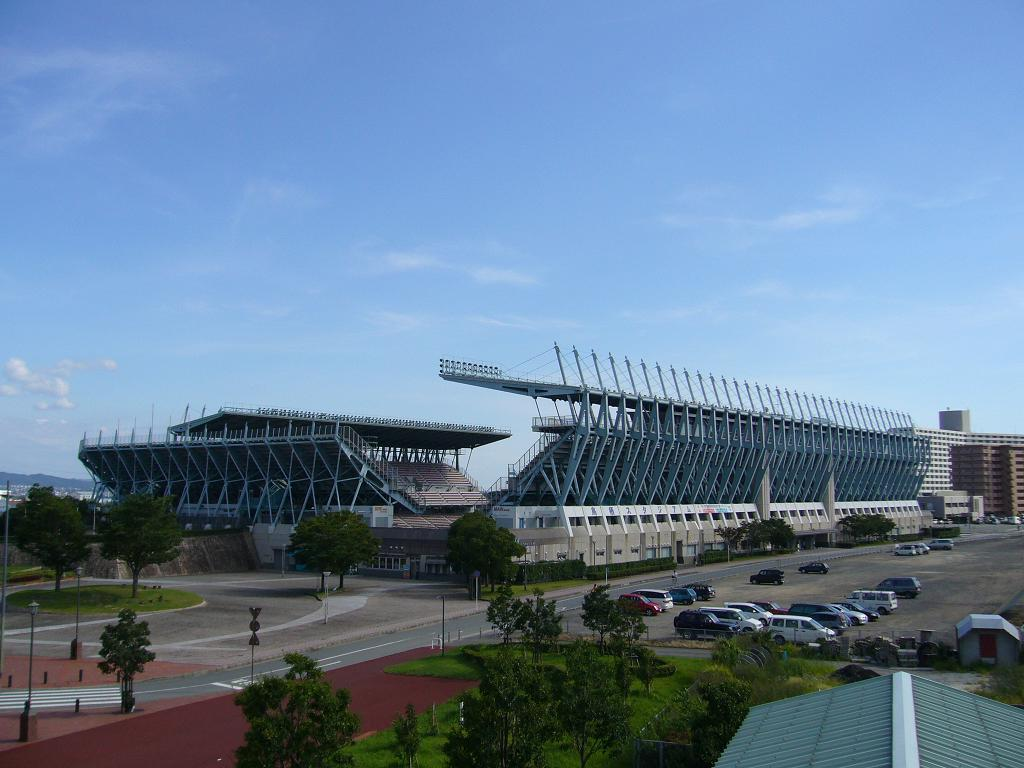
鳥栖スタジアム（外観）

ゾンビ
本作におけるゾンビは死後不完全な肉体で蘇ったさくらたち7人の少女のこと。幸太郎は「ゾンビィ」と呼んでいる。
青緑色の肌に赤色の瞳、目の周りに窪んだようなクマがある。体には至るところに傷跡があり、死因により縫われたり包帯を巻かれたりしており、時折関節の軋む音がする。また、頬がこける等ホラーチックな演出が追加されることもある。
当初は自我がなく、呻き声を上げながら徘徊していたが、刺激を与えることにより「目覚める」、すなわち自我を取り戻すことができる。さくらはメンバーで最初に目覚めたが、生前の記憶までは蘇らず中途半端に自我が戻った状態で物語終盤まで過ごしていた。たえを除く他のメンバーは第1話のデスメタルライブ出演により目覚めた。たえは生前の自我は戻らないが、物語が進むにつれてゾンビとしての自我が芽生えつつある。
アイドルとして活動する際には幸太郎の特殊メイクによって生前と変わらない外見になり関節の軋む音も無くなるが、水に濡れるとメイクが落ちてしまうため、サガロック出演の際は靴用の防水スプレーをかけて雷雨の中、出演した。
肉体を酷使したり強い衝撃を受けると首や腕などが取れたり、目玉が飛び出したりしてしまうこともあるが、くっつけるだけで元通り動ける。ライブでの激しい動きには耐えており、落雷で感電した際もダメージを受けず、放電しながらテクノボイスで歌うパフォーマンスを見せている。体温がないため、雪山で山籠りする際も半袖姿で平然と活動している。それでも凍結には注意を払う必要があり、作中ではたえが凍結した。
食欲があり、飲食も可能であり、味覚もある。一方、1週間絶食状態が続いても飢餓状態にならない。汗をかき涙も流すなど基本的に人間と同じ機能を持つが、人間よりも肌からの影響を受けやすい。
火葬が一般的である日本で、どうやってメンバーそれぞれの死体を確保したかは不明。

ゾンビランドサガプロジェクト
幸太郎がさくらたち7人のゾンビィを使ってアイドル活動をさせるプロジェクト。幸太郎の説明では、生前「伝説」を作った少女たちをゾンビとして甦らせ、ご当地アイドルのブーム終焉のこの時期を逆に狙って新たな佐賀県ご当地アイドルグループとして佐賀県を救うという計画。幸太郎は、時代に逆行した活動だが、爪痕を残した際のインパクトは大きいと営業で答えており、「BAR New Jofuku」のマスターは計画を聞いた時に頭が腐ってると思ったと述べている。
『リベンジ』第10話では全貌が明かされ、数千年前より続く『佐賀の呪い』により、過疎化などで【佐賀】という存在が忘れ去られようとする状況において、『佐賀の呪い』により亡くなった、佐賀に繁栄をもたらすはずだった少女たちを蘇らせ、その運命（さだめ）をもって【佐賀】を人々の心に永遠に遺す事で、「令和」という年号の初めに訪れる未曾有の危機から佐賀を救う計画だという事が、幸太郎とマスターにより語られた。
『佐賀の呪い』
マスターが数千年前から戦ってきた、佐賀全土に根付く【呪い】。【佐賀】という存在をこの世から抹消しようとありとあらゆる手段を用い、佐賀に繁栄をもたらそうとする者を事故などの形にして亡き者にしてきた。マスターの占いによると「令和のはじめに、佐賀に未曾有の危機が訪れる」との事で、幸太郎はそれを阻止する意味もありゾンビランドサガプロジェクトを計画した。本来なら令和元年の2019年に危機が訪れるはずだったが、何かしらの原因で翌年の2020年2月17日にズレてしまい、暴風雨により佐賀県全土が水害に見舞われた。

アイアンフリル
水野愛が生前に所属していた架空のアイドルグループ。2008年にCDの売上が日本一になる。
メンバーは愛がいた頃は薫（声 - 佐藤優希）、ノノ（声 - 望月麻衣）、仁奈（声 - 大出千夏）、みゆ（声 - 松井栞里）。現在は詩織、ユイの他は真琴（声 - 日野向葵）、ひかり（声 - 真央）、じゅりあ（声 - 遠野まゆ）。
幸太郎の説明によれば、アイアンフリルは2000年以降のアイドル戦国時代においてトップに君臨し続けており、水野愛は「不動のセンター」と呼ばれる中心メンバーであった。2018年時点で結成15周年を迎えている。メンバーを入れ替えつつミリオンヒットを続けている。サガロックには特別出演として参加した。: グループ名には「アイドルだけど譲れない鋼鉄の意思を身に纏い歌い続ける」という想いが込められている。
第12話では、さくらが落としたアイアンフリルのCDを乾（幸太郎）が拾い渡すシーンが幸太郎の回想として描かれている他、アルピノライブの様子をAbemaTVの実況ライブ動画を通してメンバー全員で視聴した。

怒羅美（どらみ）と殺女（ころすけ）
怒羅美は20世紀末に九州地方を制覇した暴走族・佐賀レディースチーム。初代総長は霧島麗子、特攻隊長は二階堂サキが務めており、一代で九州制覇を成し遂げた伝説がある。2018年現在では麗子の娘・万梨阿が8代目総長として率いているが、総長を含めてもメンバーは3人、バイクも原付スクーターへとグレードダウンするなど弱小化している。
同じく佐賀レディースチームである殺女とは初代総長の時代から因縁のライバル関係にあり、こちらは2018年現在も当時の勢いを衰えさせない勢力を誇っている。全員同じ車種に同じ色のビッグスクーターと、かなり統一されている。ボートレーサーとなった美沙が10代目総長である。
なお、両チームはサキの尽力により最終的には和解し、かつての因縁はなかったかのように初代総長・麗子含めてフランシュシュのファンとなっている。
『リベンジ』では突っ張る所は1つだけではないとレディースとしての怒羅美を解散し、新たに「ダンスチーム怒羅美」として結成した。

洋館
佐賀県唐津市内の町田川近辺にある幸太郎とフランシュシュが住居兼アイドル事務所として利用している洋館。
内部は洋館らしくアンティークなものが多いが、アイドルレッスン場などは現代風になっている。
毎朝1日の計画を伝えるために地下牢風の部屋でミーティングを行う。明治時代には、郵便局として使われた。もともと海岸近くに建っていたため、『リベンジ』第10話にて暴風雨による大シケで基礎地盤（と地下室）を残して唐津湾に漂流してしまい、浜崎海岸に漂着したものの、さくらたちが外に出た途端に崩壊した。のちに剛雄の勤める建築会社により新築される。
モデルとなった建物は唐津市内にある「旧三菱合資会社唐津支店本館（唐津市歴史民俗資料館）」。

サガンシップZ
久中製薬の製品。モデルは佐賀県に本社を置く医薬品メーカー久光製薬の「サロンシップ」。

サガジン
大古場と犬走が所属する出版社が刊行している架空のローカル情報誌。サガロックにおけるフランシュシュの活躍を見開きの記事としたほか、嬉野温泉での騒動も記事として掲載している。生粋の佐賀人であるサキが「（フランシュシュが）サガジンに載るくらいに有名になった」と判断する程度には地元民への影響力がある雑誌と描写されている。

Bar New Jofuku
11話から登場する架空のバー。徐福長寿館や昔のゆうぎりたちの写真が飾られていたり、マスターが幸太郎と意味深な話をしている。ビルの地下一階に位置し、『リベンジ』第11話による水害で水没し、マスターと幸太郎が警察官Aに救出された。

ドライブイン鳥
佐賀県伊万里市に実在する鶏料理専門店。地元ではローカルCMが放送されている。作中では社長も本人役で出演。またフランシュシュがCMに出演してCMソングも歌い、たえがコッコくんに襲いかかるシーンが好評を博している。サキは生前、怒羅美のメンバーと度々訪れ贔屓にしており、当時と変わらぬ店舗と味とコッコくんに歓喜している。
アニメでの登場は第5話のみであったが、コミカライズでは第5話よりドライブイン鳥を舞台とするエピソードが続いている。

鹿島ガタリンピック
有明海の干潟を利用して佐賀県鹿島市で開催されている実在のイベント。作中ではフランシュシュが干潟を自転車で走る「ガタチャリ」、クレーンから吊るされたロープにつかまって干潟へ飛ぶ「ガターザン」に出場した。
また、第34回鹿島ガタリンピックにはフランシュシュメンバーの声優である河瀬・衣川・田中が参加しており（#イベントを参照）、この際の映像にモザイクをかけたものが劇中に使用されている。

GEILS（ガイルス）
佐賀市に実在するライブハウス。第1期では1話のメタル系イベント、6話・9話のミニライブの会場として登場している。『リベンジ』でも1話のメタル系イベントの合間の復活ライブの会場として登場し、2話以降もミニライブの会場として登場している。

華翠苑
第1期第4話でフランシュシュが営業にきて宿泊した旅館。実在しており、ゾンビランドサガに関する企画プランも用意されている。

656広場（むつごろう広場）
佐賀市に実在するオープンスペースのイベント会場。作中では8話のミニライブの会場として登場している。『リベンジ』でもミニライブの会場として度々登場する。

佐賀ロックフェスティバル
作中では「九州最大の野外ロックイベント」とされる架空の野外音楽イベント。通称サガロック。佐賀バルーンフェスタの開催場所である嘉瀬川河川敷で開催されているという設定である。幸太郎はフランシュシュの名を挙げる千載一遇のチャンスだと新人枠にエントリーし、ライブ中の落雷でステージが半壊したがライブは大成功した。アイアンフリルも特別出演として参加している。

唐津市ふるさと会館アルピノ
佐賀県唐津市に実在する物産館。作中ではフランシュシュ初めての500人規模の単独ライブ会場に選ばれた。愛はアイアンフリル在籍中に初の佐賀公演をこの会場で行っており、以降誰もライブに使用していない多目的ホールを今度はフランシュシュが使用することにより世間にインパクトを与える目的も兼ねて選んだ。
2018年12月21日のライブ当日は突如発生した爆弾低気圧による佐賀での観測史上最大の大雪となり、ライブ中に積雪の重みによる屋根の崩落でステージが半壊したがライブは大成功を収めた。ライブの様子は実在するインターネットテレビアプリであるAbemaTVを通じて配信されたことが作中で描写されている。

佐賀城鯱の門ふれあいコンサート
佐賀県佐賀市の佐賀城本丸外御書院で実際に毎年開催される地域文化イベント。たえ以外自我に目覚めたゾンビィたちのために幸太郎が公演をとりつけた。本来なら「ヨミガエレ」を披露するはずだったが、ハプニングがきっかけでさくらとサキの即興ブチ切れラップとなり、結果として盛況を得た。
実際のコンサートは偶然にも明治150年祭にもあたり、5月19日に開催された。

小島食品工場株式会社
『リベンジ』第1話に登場。愛のバイト先で、佐賀県にあるおつまみ・珍味総合加工メーカー。小島食品工「業」は実在の企業であるが、作中では小島食品工場。なお、アイキャッチに登場した「おつまみギャラリー伊万里」は、小島食品工業株式会社の直営店。
就業前の朝礼で、「イカの魂無駄にはしない〜小島食品工場株式会社社歌〜」を歌唱する。

鳥栖スタジアム（施設命名権名称：駅前不動産スタジアム）
佐賀県鳥栖市に実在する球技場。2008年8月に愛がライブ中に落雷事故で亡くなった場所。
2019年3月8日にフランシュシュが3万人規模のライブ「EFS（駅前 不動産 スタジアム）ライブ」を計画し、愛と純子は時期尚早と危惧したが、「何か」に焦っていた幸太郎が決行した結果、観客数は500人で集客率はたったの1.66%と、アイドル史上類を見ない爆死的大失敗となり。フランシュシュは2,000万円もの莫大な借金を背負う羽目になった。ちなみに大古場もアルピノの60倍の規模を誇る会場でのライブは時期尚早で無謀だとサガジンに掲載している。『リベンジ』第10話にて借金を完済し、知名度も着々と伸ばし、機は熟したと2020年3月8日にEFSのリベンジライブを開催すると宣言する。しかし2月17日、佐賀全土を襲った水害によりインフラ復旧もままならない状態で開催は不可能かと思われたが、それでも実現させると決意した幸太郎の執念の活動により、3月8日、各方面の協力や縁が実を結んで会場を使用できる状態に復旧させ、同日夜、チャリティーライブとして開催し、会場内は満員御礼となって大成功する。

『フランシュシュの佐賀が佐賀であるために』
『リベンジ』第2話にてフランシュシュがはじめて手に入れた深夜放送枠のラジオ番組。元々はロックミュージシャンのホワイト竜がエフエム佐賀にて1992年から27年間ラジオパーソナリティを務めていた『ホワイト竜の佐賀が佐賀であるために』を、老いを理由に降板しようとしたのを止めるべく直談判した際に、「熱い魂を託せる」とサキに譲渡したものであり、その時の様子が生放送された事と、局関係者も同感したのもあり、正式に後続番組になった。主なラジオパーソナリティはサキで、毎週金曜日深夜放送。『リベンジ』の放送期間に合わせて、実際にエフエム佐賀で毎週日曜日22時 - 22時30分に放送されている。アニメのストーリーに沿って、まず「白竜」バージョンの放送があり、翌週から「フランシュシュ2号」バージョンが放送されている。

かちかちPress
『リベンジ』第2話に登場。サガテレビで2015年3月30日から生放送される実在の情報番組。フランシュシュはこの番組のレポーターとしてホワイト竜と共演を果たす。

焼豚ラーメン
『リベンジ』第2話にて登場。サンポー食品製のカップラーメン

SAGAアリーナ
佐賀県佐賀市に実在するSAGAサンライズパーク内に在る多目的ホール。『リベンジ』で2019年6月22日のこけら落としイベントにアイアンフリルが突如参加を決定し、幸太郎も前座としてフランシュシュの参加をねじ込んだ。結果として前座のフランシュシュがステージを盛り上げ、その後のアイアンフリルのライブも相成って大成功を収め、フランシュシュの知名度を上げた。
ちなみに実際のSAGAアリーナは2020年に着工して2023年5月13日に開業しており、2019年はまだ着工してない状態であった。

カチオン
大型ショッピングモール。『リベンジ』第11話で、水害により避難所に指定され、洋館を失ったさくらたちが町子たちと共に避難して日中は福祉活動、夜はミニライブショーを披露した。他にも第1期第8話や『リベンジ』第1話など、カチオン内と思われる場所でミニライブを開催している。

## 主題歌
主題歌・挿入歌は主にフランシュシュの楽曲が使用されており、フランシュシュ名義は第1期第3話の劇中から使用されている。フランシュシュの歌唱メンバーは基本的に源さくら（本渡楓）、二階堂サキ（田野アサミ）、水野愛（種田梨沙）、紺野純子（河瀬茉希）、ゆうぎり（衣川里佳）、星川リリィ（田中美海）の6名となっている。

### オープニング・エンディング
オープニングテーマおよびエンディングテーマはフランシュシュによる楽曲となっており、古屋真が作詞を手掛けている。第1期のオープニングテーマの各曲とエンディングテーマの各曲を収録した各シングルが2018年11月28日に同時発売される際には、大張正己による応援イラストとコメントが公開された。
「徒花ネクロマンシー」
第1期オープニングテーマ。作曲・編曲は加藤裕介。
「光へ」
第1期エンディングテーマ。作曲・編曲は山下洋介。
「大河よ共に泣いてくれ」
第2期オープニングテーマ。作曲・編曲は加藤裕介。
「夢を手に、戻れる場所もない日々を」
第2期エンディングテーマ。作曲・編曲は山下洋介。

### 第1期挿入歌
「Temptation from the Hell」
第1話で使用。作曲・編曲は陶山隼。
「FANTASTIC LOVERS」
第1話で使用。作詞は唐沢美帆、作曲はSHIBU、山田竜平、編曲はSHIBU、歌はアイアンフリル［水野愛（種田梨沙）、薫（佐藤優希）、ノノ（望月麻衣）、仁奈（大出千夏）、みゆ（松井栞里）］。
「ようこそ佐賀へ」
第1話で使用。作曲は清水昭男、みっき〜、編曲は清水昭男、歌はデス娘（仮）。第1期の楽曲では唯一、山田たえ（三石琴乃）が叫び声で参加している。
「サガ・アーケードラップ」
第2話で使用。作詞はKOMU、作曲はKOMU、SHIBU、編曲はSHIBU、歌はラッパーA（木村昴）、ラッパーB（武内駿輔）、ラッパーC（宮城一貴）による「サガ・アーケードラッパーズ」。
「DEAD or RAP!!!」
第2話で使用。作詞はKOMU、作曲は陶山隼、KOMU、編曲は陶山隼、歌はグリーンフェイス。
「目覚めRETURNER」
第3・4・7話で使用。作詞・作曲・編曲は木下智哉、歌はフランシュシュ。第7話は「Electric Returner」バージョンを使用。
「ドライブイン鳥」
第5・8話で使用。作詞はドライブイン鳥、作曲・編曲は石橋序佳。劇中でははRiz☆Rie歌唱によるものと、山下洋介が編曲したフランシュシュ歌唱による「ドライブイン鳥（フランシュシュver.）」の2パターンが使用された。
「アツクナレ」
第6・7話で使用。作詞はma-saya、作曲・編曲は加藤裕介、歌はフランシュシュ。
「ゼリーフィッシュ」
第7話で使用。作詞は唐沢美帆、作曲・編曲は山田竜平、歌はアイアンフリル［詩織（徳井青空）、ユイ（金子千紗）、真琴（日野向葵）、ひかり（真央）、じゅりあ（遠野まゆ）］。
「Peace & Love」
第7話で使用。作詞はYU-G、作曲はYU-G、陶山隼、編曲は陶山隼、歌は男の子マンションズ。
「To My Dearest」
第8話で使用。作詞は古屋真、作曲・編曲は山下洋介、歌はフランシュシュ。
「特攻DANCE」
第9話で使用。作詞は古屋真、磯崎健史、作曲・編曲は磯崎健史、歌はフランシュシュ。
「鹿島一声浮立」
第9話で使用。作詞は橋本野酔、作曲は市川昭介。
「ヨミガエレ」
第2・12話で使用。作詞は古屋真、作曲・編曲は浅利進吾、歌はフランシュシュ。
「FLAGをはためかせろ」
第12話で使用。作詞・作曲は浅利進吾、編曲はSHIBU、歌はフランシュシュ。

### 第2期挿入歌
「イカの魂無駄にはしない〜小島食品工場株式会社社歌〜」
第1話で使用。作詞・作曲・編曲は磯崎健史、歌は小島食品工場スタッフ。三石を含めたフランシュシュのメンバーも工場のおばちゃん役で歌唱参加している。
「REVENGE」
第1・12話で使用。作詞は古屋真、作曲は浅利進吾、編曲は加藤裕介、歌はフランシュシュ。
「佐賀がサガであるために〜テーマ〜」
第2話で使用。作曲・編曲は山下洋介。
「佐賀がサガであるために〜ジングル〜」
第2話で使用。作曲・編曲は山下洋介。
「breath of SAGA」
第2話で使用。作曲・編曲は山下洋介、歌は唐沢美帆。
「風の強い日は嫌いか？」
第2話で使用。作詞・作曲・編曲は磯崎健史、歌はホワイト竜。フランシュシュによるカバーバージョンも使用された。
「Nope!!!!!」
第3話で使用。作詞は唐沢美帆、作曲・編曲は山田竜平、歌はアイアンフリル。
「目覚めRETURNER」
第3話・第4話で使用。作詞・作曲・編曲は木下智哉、歌はフランシュシュ。第3話はフランシュシュ3号によるソロバージョン、第4話は「Electric Returner Type "R"」バージョンを使用。
「50と4つの忘れ物」
第3話で使用。作詞・作曲・編曲は山下洋介、歌は紺野純子。
「STOMP!!!!!」
第3話で使用。作曲・編曲は陶山隼。
「激昂サバイブ」
第4話で使用。作詞はKOMU、ma-saya、作曲はKOMU、加藤裕介、編曲は加藤裕介、歌はフランシュシュ。ただし、フランシュシュ3号は不参加。
「命」
第5話で使用。作詞はARISA、作曲・編曲は陶山隼、歌は大空ライト。
「リトルパラッポ」
第5話で使用。作曲は陶山隼、木下智哉、編曲は木下智哉、歌はフランシュシュ6号。
「今日はカレーだイェイイェイイェイ」
第6話で使用。作詞・作曲・編曲は磯崎健史、歌は男の子マンションズ。
「Showdown」
第6話で使用。作曲・編曲は陶山隼。
「ぶっちゃけてフォーユー」
第7話で使用。作詞は古屋真、作曲・編曲は川崎智哉、歌はフランシュシュ。フランシュシュ7号こと楪舞々（花澤香菜）を加えた7人での歌唱となっている。
「光へ（with7号ver.）」
第7話で使用。作詞は古屋真、作曲・編曲は山下洋介、歌はフランシュシュ。こちらもタイトル通り、7号を加えた7人での歌唱となっている。
「夕さりの露」
第8話で使用。作曲・編曲は陶山隼。
「佐賀事変」
第9話で使用。作詞は古屋真、作曲は原一博、編曲は山下洋介、歌はフランシュシュ。
「Never ending saga」
第11話で使用。作詞は古屋真、作曲・編曲は山下洋介、歌は巽幸太郎。
「ChouChouture」
第12話で使用。作曲・編曲は加藤裕介。
「輝いて」
第12話で使用。作詞は古屋真、作曲・編曲は加藤裕介、歌はフランシュシュ。。
「追い風トラベラーズ」
第12話で使用。作詞は古屋真、作曲は原一博、編曲は山下洋介、歌はフランシュシュ。

## 各話リスト

### 第1期『ゾンビランドサガ』
| 話数 | サブタイトル                                                                                 | 脚本           | 絵コンテ        | 演出                              | 作画監督                                              | 総作画監督                   | 初放送日       |
| --- | -------------------------------------------------------------------------------------------- | -------------- | --------------- | --------------------------------- | ----------------------------------------------------- | ---------------------------- | -------------- |
| 第一話 | グッドモーニング SAGA                                                                        | 村越繁         | 境宗久          | 境宗久 佐藤威                     | 桑原幹根 桑原剛 佐々木貴宏 二松真理                   | 崔ふみひで                   | 2018年 10月4日 |
| 2008年、女子高生の源さくらはアイドルオーディションの申込書を手に家を飛び出したところを軽トラックに撥ねられる。10年後、佐賀県のとある洋館で目覚めたさくらは、そこで謎のゾンビ少女たちに襲われ洋館から逃げ出す。パトロール中の警官に出会ったさくらは咄嗟に助けを求めるが、さくらの姿を見て恐怖に慄く警官に銃で撃たれ、自身もまたゾンビになっていることに気づく。気を失ったさくらが再び目覚めると洋館に戻っており、そこで、アイドルプロデューサーを自称する謎の男・巽幸太郎から「佐賀を救うアイドルになれ」と告げられる。幸太郎の施す特殊メイクによって生前の姿を取り戻した他のゾンビ少女たちと一緒にメタル系ライブに飛び入り参加させられるさくら。不安でいっぱいだったさくらだが、デスボイスでうなり、激しいヘッドバンキングをするパフォーマンスに意外にも会場は大盛り上がり。ライブ中にフラッシュバックした光景から胸躍る何かを感じたさくらは、ご当地アイドル（ゾンビ）として活動していく決意をする。翌日、さくら以外のメンバーもまた続々と自我を取り戻す（たえを除く）。混乱するメンバーにさくらは一言「おっはようございまーす!!」 |                                                                                              |                |                 |                                   |                                                       |                              |                |
| 第二話 | I♡HIPHOP SAGA                                                                                | 村越繁         | 石田貴史        | 石田貴史                          | 大島美和 和田伸一 仁井学 二松真理 首藤武夫            | 崔ふみひで                   | 10月11日       |
| 山田たえ（ゾンビィ０号）以外のメンバーは自我を取り戻したが、元アイドルの水野愛（ゾンビィ３号）と紺野純子（ゾンビィ４号）は「ゾンビでのご当地アイドルなど無理だ」とプロジェクトに懐疑的であり、二階堂サキ（ゾンビィ２号）もまたアイドル活動にまったく興味がない。多少なり話を前向きに捉えているのはゆうぎり（ゾンビィ５号）と星川リリィ（ゾンビィ６号）だけであった。そんなまとまりのないさくらたちに、『佐賀城の鯱の門ふれあいコンサート』に出演するよう指示する幸太郎。愛と純子は「やってられない」と洋館から脱走を図り東京へ戻ろうとしたが、自分達を見て慄き発砲する警官の姿に、自分達はもう元の生活に戻る事はできないと悟り断念する。そしてコンサート当日、どうにかゾンビであることを隠してパフォーマンスを続けようとするさくらに対し、ゾンビバレに対しまったく気を配らずパフォーマンスをする気もないサキ。ブチぎれるさくらとそれに反発するサキの口論はいつしかラップバトルへと発展、聴衆の喝采をあびる。コンサートで感じた確かな手ごたえ、そしてさくらの熱意に絆されたサキは「アイドルで全国制覇を目指す」とプロジェクトへの参加を決意した。 |                                                                                              |                |                 |                                   |                                                       |                              |                |
| 第三話 | DEAD OR LIVE SAGA                                                                            | ますもとたくや | 伊藤達文        | 伊藤達文                          | 桑原剛 松本昌代 児玉健二 かどともあき                 | 桑原幹根                     | 10月18日       |
| 唐津駅前でゲリラライブを行うことになったさくらたち。リーダーをサキ、グループ名を「フランシュシュ」と決める。だが、いまだプロジェクトに否定的な愛と純子はライブを拒絶。当日、二人を除くさくらたち5人は駅前でデビュー曲『目覚めRETURNER』を歌い始めるが、練習不足によるパフォーマンスの質の低さに加え、さくらが歌詞を忘れてしまうというトラブルに見舞われる。咄嗟に加わった愛と純子の力もあり、どうにか最後まで歌いきることができたが、結果は散々なものだった。唯一最後まで歌を聴いてくれていた女の子に、今度はもっとちゃんとした歌とダンスを披露すると約束するフランシュシュ。そして、愛と純子もまたフランシュシュのメンバーとして活動することを受け入れるのだった。 |                                                                                              |                |                 |                                   |                                                       |                              |                |
| 第四話 | ウォーミング・デッド SAGA                                                                    | 村越繁         | 清水久敏 境宗久 | 清水久敏 佐藤威                   | 成松義人 凌空凛 桑原剛 岡真理子                       | 深川可純 崔ふみひで          | 10月25日       |
| フランシュシュの活動資金を稼ぐため、久中製薬社員旅行の営業の仕事を取ってきた幸太郎。営業先である嬉野温泉に着いたフランシュシュのメンバーは観光を楽しみ、夜の宴会のパフォーマンスも盛況のうちに終了する。幸太郎もまた、彼女たちのあずかり知らぬところで密かに久中製薬とのタイアップを確約させており、今回の仕事は文句なしの大成功かと思われたが、こっそり温泉に入ってメイクが落ちたフランシュシュメンバーを目撃した久中製薬の広報部長は恐怖による記憶障害を発症、丸一日分の記憶を欠落させる。結果、幸太郎の望むタイアップは得られずに終わるのだった。 |                                                                                              |                |                 |                                   |                                                       |                              |                |
| 第五話 | 君の心にナイスバード SAGA                                                                    | ますもとたくや | 佐藤威          | 佐藤威                            | 佐々木貴宏 柳隆太                                     | 桑原幹根                     | 11月1日        |
| 更なる活動資金と知名度を得るため、フランシュシュは『ドライブイン鳥』のTVCMに出演。たえの奇行に振り回されつつも、どうにか撮影を終わらせる。さらに、知名度アップのためグループ名入りのTシャツを着て『鹿島ガタリンピック』に出場するが、泥まみれになりメイクも落ちてしまうなどうまくいかない。そんな時、たえが『ガターザン』の種目で優勝し表彰台にあがるという快挙を成し遂げたが、グループ名入りのTシャツはドロドロで何も読めない状態。中にもう一枚着ていたTシャツは無事だったが、それはドライブイン鳥のロゴがプリントされたものであり、彼女たち自身の宣伝には繋がらなかった。一方、ガタリンピックの取材に来ていた地元誌の記者・大古場は純子を見て何かを思い出して興味が湧き、独自調査を開始する。 |                                                                                              |                |                 |                                   |                                                       |                              |                |
| 第六話 | だってセンチメンタル SAGA                                                                    | 村越繁         | 後藤康徳        | 後藤康徳                          | 細田沙織 和田伸一 佐々木貴宏 高乗陽子                 | 桑原幹根                     | 11月8日        |
| ガタリンピックから一か月半たったある夜、幸太郎の部屋に忍び込みインターネットでアイドル関係の情報を調べていたさくらたち。そんな彼女たちの中にあって、昭和と平成のアイドル活動の違いを知った純子は内心戸惑いを隠せずにいた。そんな中、これまでのさまざまな活動が実を結び、ついにフランシュシュにファンがつきはじめ、はじめてのチェキ会が行われる。だが、昭和アイドルの純子はファンとの直接的なふれあいを拒否、現代のアイドルである愛との間に不和が生じる。自分が生きていた時代と現代との差異に葛藤する純子。一方で愛もまた、野外ステージのライブ中に落雷で死んだという過去から、そのトラウマに苦しんでいた。そんな折、幸太郎は九州最大の野外ロックイベント『佐賀ロックフェスティバル（通称サガロック）』の新人枠の出演の仕事を取ってくるが、自身のトラウマである野外ステージ出演に愛の顔はこわばるのだった。 |                                                                                              |                |                 |                                   |                                                       |                              |                |
| 第七話 | けれどゾンビメンタル SAGA                                                                    | 村越繁         | 境宗久 伊藤達文 | 清水久蔵 佐藤威 宇田鋼之介 境宗久 | 柳隆太 岡真理子 村長由紀 桑原幹根                     | 崔ふみひで                   | 11月15日       |
| サガロック出演が決定してから2週間、現代のアイドルの在り方を受け入れられない純子はバリケードを作り部屋に閉じこもっていた。愛は純子の穴を埋めるようにメンバーと練習に励む。一人腐っていた純子の元を訪れた幸太郎は、彼女に「時代とともにアイドルに求められるものは変わったが、アイドルの本質は変わっていない。嫌なら無理に時代に迎合する必要はない。メンバーやファンに昭和のアイドルの矜持を見せてやれ」と伝える。その言葉を受けて悩みを脱却した純子は、〝昭和のアイドル・紺野純子〟としてアイドル活動を続行することを決意する。メンバー全員で臨むこととなったサガロック。しかし、生憎の悪天候の中行われたライブはやがて雷雨となり、愛は自身のトラウマに身体を竦ませる。新曲『アツクナレ』のソロパートも上手く歌えず、苦境に陥る愛をフォローしたのは純子だった。態勢を立て直し『アツクナレ』を歌い切ったその刹那、ステージに雷が落ちる。感電するメンバーだったが「ゾンビだから何ともない」と愛はトラウマを克服、『目覚めRETURNER』をエレクトリックボイスで歌いあげるという、ゾンビである彼女たちにしかできないパフォーマンスを披露する。初の大舞台を大盛況で終え、さくらはステージ上にもかかわらず涙を止められない。後日、フランシュシュのステージは地元誌で大きく報じられた。                                                                                  |                                                                                              |                |                 |                                   |                                                       |                              |                |
| 第八話 | GOGO ネバーランド SAGA                                                                       | 村越繁         | 石田貴史        | 石田貴史                          | 桑原剛 細田沙織 かどともあき                          | 桑原幹根                     | 11月22日       |
| サガロックの記事が地元誌で紹介されたことで県内での知名度が上昇し、ミニライブからお祭りまでひっぱりだこになったフランシュシュ。そんな中、強面な大男がチェキ会に現れ６号（リリィ）に迫る。咄嗟にサキが撃退したのち事情を聞いたところ「６号が星川リリィそっくりだったから」であると告白。リリィは彼が実の父親であり、自分が彼の息子で、本名が『豪 正雄（ごう まさお）』であることをメンバーに明かす。生前、人気子役として全国にその名を馳せていたリリィ。彼女（彼）がテレビに出るようになったのはそもそも、テレビが大好きな父・剛雄（たけお）を喜ばすためであった。しかし、いつしか息子としてでなくタレントとしてのリリィばかりを重要視するようになっていた父と衝突。撮影を拒否して自室に閉じこもるリリィだったが、自身にヒゲが生えはじめていたことに気付き、ショックから来る心臓麻痺でこの世を去る。『星川リリィ』の人気に浮かれてばかりで、息子ときちんと向き合わなかったことを悔いた剛雄は、それ以後大好きだったテレビを見ることもなくなってしまった。父が今でも自分の死を悔やんでいることを知ったリリィは幸太郎に提案し、ミニライブにて自身がメインとなる新曲『To My Dearest』を熱唱、父への想いを歌い上げる。ライブに駆け付けた剛雄は感涙し、自分を責めることを止め、リリィの活躍を見守るようになった。                                                    |                                                                                              |                |                 |                                   |                                                       |                              |                |
| 第九話 | 一度は尽きたこの命なんの因果か蘇り歌い踊るが宿命なら親友への想いを胸に秘め貫くまでよ己のSAGA | ますもとたくや | 佐藤威          | 佐藤威                            | 佐々木貴宏 和田伸一 高乗陽子                          | 崔ふみひで                   | 11月29日       |
| 高齢者との交流のために鹿島おどりの練習会に参加したフランシュシュ。さくら・リリィ・たえの三人が公園で一息ついていると、ガラの悪い女子学生三人組が絡んでくる。彼女たちはサキがかつて所属していた佐賀レディースチーム《怒羅美（どらみ）》の現在のメンバーだった。さくらたちを迎えに来たサキの迫力に圧倒され彼女たちは退散したが、サキは怒羅美の総長の背中の刺繍「霧島万梨阿」の名を見て動揺する。万梨阿は怒羅美の初代総長でサキの親友・麗子の娘だった。その夜、怒羅美がライバルレディースチーム《殺女（ころすけ）》と、かつての自分の死の原因となったチキンレース対決で決着をつけようとしていることを知ったサキは現場に駆け付ける。「1日特攻隊長」を名乗り、万梨阿に代わり死をも恐れぬダイブを見せつけるサキ。彼女の覚悟と気合に圧倒されたことで、チーム間の抗争は終了。後日開催されたフランシュシュのライブには、サキがソロを取る『特攻DANCE』に感動する2チームの姿があった。 |                                                                                              |                |                 |                                   |                                                       |                              |                |
| 第十話 | NO ZOMBIE NO IDOL SAGA                                                                       | ますもとたくや | 後藤康徳        | 後藤康徳                          | 柳隆太 岡真里子 村長由紀 飯飼一幸                     | 川元まりこ 佐々木貴宏        | 12月6日        |
| さまざまなファンがつきチームとしての絆も深まってきたフランシュシュ。さくらは生前の知り合いやプロ意識を通し力を増す仲間らを微笑ましく思う反面、失っている生前の記憶に劣等感を覚えてしまう。そんなある日、幸太郎は500人規模の会場「唐津市ふるさと会館アルピノ」での単独ライブの話を持ってくる。会場の下見に行ったさくらは生前の記憶につながる何かを感じライブへのやる気を募らせるが、そのためにやや暴走気味となり、個人プレーが目立つようになる。そんなさくらを見かねた幸太郎は頭を冷やさせるべく、特訓と称して彼女たちを雪山の天山に放り出すが、当のさくらには全く響かないまま下山の時を迎える。結局は孤立したことで逆にチームのことを客観視できたさくらは、自身の暴走を自覚し、仲間と協力してライブを成功させる意思を固める。しかしライブ七日前、さくらは生前の死因と同様、洋館の門を出た途端にトラックに撥ねられてしまう。 |                                                                                              |                |                 |                                   |                                                       |                              |                |
| 第十一話 | 世界にひとつだけの SAGA                                                                      | 村越繁         | 宇田鋼之介      | 宇田鋼之介                        | 桑原剛 細田沙織                                       | 崔ふみひで                   | 12月13日       |
| トラックに撥ねられたことがきっかけで、ゾンビになってからの記憶と引き換えに生前の記憶を取り戻したさくら。しかしそれは、幼少の頃からあらゆる努力がまったく実を結ばず悲観的になり、それでも「最後にもう一度だけ頑張ろう」と決意した直後に事故で命を落とすという悲惨なものだった。ゾンビになってからの記憶を失ったこともあり、自分は努力しても何もできない、自分が参加すればライブが失敗すると考えるさくらは練習への参加を拒否。グループの中心的存在にしてまとめ役でもあったさくらを失ったことで練習にも身が入らないフランシュシュのメンバーはさくらへの説得を試みるが全く響かない。脱走したさくらを鏡山展望台へと連れていき「お前は本当にアイドルになりたくないのか？」と聞く幸太郎にさくらは「アイドルに憧れた結果がこれです。頑張った挙げ句に死ぬ女なんです。そこまで持っていない人間なんていますか」と拒否する。しかし幸太郎は「お前が持ってなくても俺が持っている。俺はお前を絶対に見捨ててやらん」と、改めてさくらをアイドルにすると声高に宣言するのだった。 |                                                                                              |                |                 |                                   |                                                       |                              |                |
| 第十二話 | グッドモーニング アゲイン SAGA                                                               | 村越繁         | 境宗久 清水久敏 | 境宗久 清水久敏                   | 佐々木貴宏 和田伸一 高乗陽子 柳隆太 川元まりこ 桑原剛 | 深川可純 桑原幹根 崔ふみひで | 12月20日       |
| アルピノライブまで残り4日。未だライブへの参加意欲を示さないさくらに、フランシュシュのメンバーは手を変え品を変えやる気を出させようとするが彼女の意思は変わらない。状況を変えたのは、かつてさくらの懸命な指導でライブ参加を可能としたたえの行動であった。たえのフランシュシュへの想いを感じ取ったメンバーは改めて「さくらのいないステージを成功させるよりは、さくらと一緒のステージで失敗したい」と決意を固める。そんなメンバーの想いに打たれたさくらは本番前日にライブ参加を決意。しかし当日は爆弾低気圧で交通機関も麻痺するほどの大雪。不安の中はじまったステージで『ヨミガエレ』を歌い始めるフランシュシュだったが、積雪の重みに耐えきれずステージの天井が崩落。さくらは自分の不運に皆を巻き込んだと落胆するが、そんな絶望的とも言える状況の中、それでも手拍子を打ち続ける幸太郎。立ち上がり歌い続けるメンバーに、観客も手拍子を打ち始める。皆の期待に応えるようにさくらもまた立ち上がり、崩壊したステージでのパフォーマンスを継続。熱い歓声とスポットライトの中、全ての記憶を取り戻すさくら。ライブは大成功。アンコール曲『FLAGをはためかせろ』を歌い切り、ラストにさくらが一言「佐賀ー!!おっはようございまーす!!」。 後日、フランシュシュ３・４・６号が鬼籍に入っているはずの水野愛・紺野純子・星川リリィと瓜二つなことに頭を悩ませる大古場の姿があった。 |                                                                                              |                |                 |                                   |                                                       |                              |                |

### 第2期『ゾンビランドサガ リベンジ』
| 話数 | サブタイトル                      | 脚本     | 絵コンテ        | 演出                | 作画監督                                                                | 総作画監督                   | 初放送日      |
| --- | --------------------------------- | -------- | --------------- | ------------------- | ----------------------------------------------------------------------- | ---------------------------- | ------------- |
| 第一話 | グッドモーニングリターンズ SAGA   | 村越繁   | 境宗久          | 境宗久              | 桑原剛 川元まりこ 小笠原篤 細田沙織                                     | 崔ふみひで 桑原幹根          | 2021年 4月8日 |
| アルピノライブで大成功を収めたことを機にCDを出すほどにフランシュシュの人気は右肩上がりとなり、勢いに乗った幸太郎は2019年3月8日に駅前不動産スタジアムで大規模ライブ「EFSライブ」を決行するが、結果は集客率1.66%の大失敗に終わる。莫大な借金を抱えたフランシュシュは借金を返済すべくバイトに明け暮れる日々を送り、幸太郎はショックで酒浸りの毎日を送っていた。そして4月27日。その日は、1年前にGEILSでフランシュシュが初ライブをした日でもあったため、さくらたちは一からやり直そうと、そこで行われるメタル系イベントの合間に復活ライブをする事に。幸太郎抜きでライブをするフランシュシュであったが、ライブの色に合わないアイドル然とした彼女たちの姿に、客からはブーイングが飛ぶ。そこに、マスターの言葉を受けて立ち直った幸太郎が現れ彼女たちを応援するも、すでに殺伐としていた観衆から睨まれ、乱闘となってしまう。混沌と化したライブ会場にあり、それでも「アイドルなら歌え」という幸太郎の言葉に発破をかけられたフランシュシュは新曲『REVENGE』を披露する。いつしか、そんな彼女たちの姿に目を奪われる観衆たち。そして再び、幸太郎指揮の下でのフランシュシュの新たな活動がはじまるのであった。 |                                   |          |                 |                     |                                                                         |                              |               |
| 第二話 | ぶっ壊れかけのレディオ SAGA       | 村越繁   | 石田貴史        | 石田貴史            | 後藤有宏 日高真由美 村長由紀 佐藤元 桑原剛 佐々木守                     | 崔ふみひで 桑原幹根          | 4月15日       |
| 借金返済と知名度アップという2つの課題を同時に解決する手段として、幸太郎は、TVやラジオなどのメディア出演を計画する。早速、地域紹介番組のレポーターとして祐徳稲荷神社を訪れたフランシュシュ。そこでサキは、同じくゲストとして呼ばれた憧れのミュージシャン・ホワイト竜に出会う。彼と一緒にロケができた事に感激するサキだったが、彼が長年努めた深夜ラジオ番組のパーソナリティを辞めると聞きショックを受ける。生前、そのラジオに多大な影響を受けたサキは辞めないでほしいと直談判するため、さくらと共にラジオ局に突撃、竜に思いの丈をぶつける。サキの思いを受け取った彼から「熱い魂を持つ者が継ぐべき」として、番組の後継者に指名される。竜の意志を受け継いだサキは、自分が彼に抱いていた想いを伝えたのち、局を去る彼の姿を見送った。かくしてフランシュシュは深夜ラジオ枠を一本持つ事となり、後日、GEILSのライブで彼の歌である『風の強い日は嫌いか？』を歌うのだった。 |                                   |          |                 |                     |                                                                         |                              |               |
| 第三話 | 愛と青春のアコースティック SAGA   | 𠮷村清子 | 佐藤威          | 岡本泰知            | 野田康行 亀谷響子                                                       | -                            | 4月22日       |
| 6月、地道なライブ活動に加えて深夜ラジオでの活動の甲斐もあり、徐々にではあるが借金返済と知名度アップを果たしているフランシュシュだったが、彼女たちが活動指針のほとんどをベテランアイドルである愛に依存している事に幸太郎は難色を示していた。そんな折、国内人気ナンバーワンのアイドルグループ・アイアンフリルが22日のSAGAアリーナのこけら落としイベントに参加する事になる。幸太郎は、アイアンフリルの前座として愛抜きでのフランシュシュの参加をねじ込み、さらに愛にはソロ活動に力を入れるよう命ずる。愛は同じくベテランアイドルである純子に皆の指導を頼んだが、生前ソロアイドルとして活動していた純子はグループアイドルの指導には慣れておらず、EFSライブ失敗のトラウマもあって苦悩していた。さくらに自身の悩みを打ち明けた純子は、愛に相談しようと提案され、2人は愛の仕事現場へと向かう。同じ頃、仕事を終えた愛のもとにアイアンフリルのセンターである詩織が訪れ、愛をアイアンフリルにスカウトしていた。その場面を目撃した純子は、激しく動揺する。 |                                   |          |                 |                     |                                                                         |                              |               |
| 第四話 | 純情エレクトリック SAGA           | 𠮷村清子 | 佐藤威          | 佐藤威              | 井元一彰 小笠原篤 高乗陽子 桑原剛 早乙女啓                              | 桑原幹根 崔ふみひで          | 4月29日       |
| 詩織が愛をスカウトする場を目撃してしまったさくらと純子。さくらは純子を励まそうとするも、純子は愛の意思を尊重すべきだとし、アイアンフリルへの移籍も仕方がないと諦めていた。それからというもの、練習に身が入らなくなってしまった純子は幸太郎に悩みを相談する。そんな純子に幸太郎は「フランシュシュは愛に見限られても仕方がない程度の存在だと思っているのか？」「仲間一人引き止める力がないと自ら認め放棄するのか？」と檄を飛ばす。そして「今までの自分をぶっ壊せ」と幸太郎からエレキギターを渡された純子は目を覚まし、自分たちの成すべき事が分かったとしてメンバーと猛特訓をはじめる。ライブ当日、観客のほとんどがアイアンフリルのファンという完全アウェイの中、EFSライブの大失敗の件もあり心配そうなフランシュシュファンだったが、たえをドラマーに、純子をギターヴォーカルにしたロックナンバー『激昂サバイブ』で会場は大盛り上がり。純子は思いのたけを吐き出すかのように絶叫し、（幸太郎の）エレキギターを叩き壊す。飛び入りで参加した愛と共に、ちぎれたエレキギターのコードから会場内の電気を吸収したフランシュシュは、彼女たちの代表曲である『目覚めRETURNER』をエレクトリックボイスと電光演出で披露する。前座ステージは大成功に終わり、純子は詩織に「愛は渡さない」と宣言。そして真打であるアイアンフリルのライブも大成功に終わった翌日、全国生放送のTV番組でインタビューを受けていた詩織は、その場を使いフランシュシュにライバル宣言するのだった。 |                                   |          |                 |                     |                                                                         |                              |               |
| 第五話 | リトルパラッポ SAGA               | 𠮷村清子 | 石田貴史        | 後藤康徳 石田貴史   | 細田沙織 川元まりこ 高橋紀子 工藤利春                                   | 崔ふみひで 桑原幹根 山口仁七 | 5月6日        |
| 恒例のミーティングの時間、その日、幸太郎より先に教壇に立ったリリィは、全国ネットのTVオーディション番組の佐賀予選大会の応募に自身が当選したと報告する。優勝して東京の本戦への出場が決まれば大きな宣伝になると息まき、会場の佐賀文化会館へ赴くフランシュシュだったが、そこには全国的に有名な天才子役の大空ライトも出場していた。大会予選、密かに当選していた幸太郎がさりげなく玉砕する中、リリィは持ち前の多芸さで見事な落語を披露、予選を通過する。決勝の舞台でライトと歌唱対決をする事になったが、自分が歌うつもりだった思い出の曲『命』をライトが先に歌ってしまうというトラブルに見舞われる。続けて同じ曲を歌っても評価が低いと判断したリリィは即興で楽譜と衣装と振り付けを作成し、『命』をスキャット風にアレンジした『リトルパラッポ』を披露して喝采を浴びた。結果、僅差で優勝したものの、表現者として完全に相手に上を行かれたと落ち込むライト。そんなライトをリリィは励まし、立ち直ったライトは「東京に来たらまた共演しよう」と約束を交わす。そして『リトルパラッポ』はその特徴的な歌詞とダンスで、動画サイトなどを中心にバズり、子供や学生の間で全国的な人気を博す。そして今日も、リリィはとあるミニライブにて、子供達の前で『リトルパラッポ』披露するのだった。 |                                   |          |                 |                     |                                                                         |                              |               |
| 第六話 | ウォーキング・ベット SAGA         | 村越繁   | 吉村愛          | 金子貴弘            | 野田康行 宮西多麻子 中本尚 宮地聡子 一居一平 佐々木守 和田伸一 袴田裕二 | 崔ふみひで 桑原幹根 山口仁七 | 5月13日       |
| 徐々に知名度を上げているもののいまだ二千万円近い借金を返済するため、今日もバイトに励むフランシュシュ。その日、休みだったたえはゆうぎりから食材の買い出しを頼まれてスーパーにお使いに出かける。そして、偶然にも町中でそんなたえを見かけた記者・大古場は、フランシュシュの謎に迫るべくたえの尾行を開始した。途中寄り道しながらもスーパーに着いたたえは、そこでバイトをしていた万梨阿から656広場で久中製薬主催のダンス大会があり、万梨阿達も《ダンスチーム怒羅美》として参加すると告げられる。見学に誘われたたえは、飛び入り参加という形で大会覇者のコッコくんとダンス対決をして勝利・優勝する。優勝賞金の3万円と玉ねぎ10kgを貰ったが、お金に興味のないたえは受け取った封筒を捨てようとしてしまう。その様子を見て困っていた万梨阿たちの前に警ら中の警察官Aが現れ、事情を聞いた彼はそれならばとたえたちを唐津競艇場へ連れて行く。そこには怒羅美のライバルチーム《殺女》のメンバーが集まっており、彼女たちのリーダーである美沙がチームを引退しボートレーサーになったものの、今まで一度も勝利できていないことに悩んでいた。話を聞いた万梨阿は美沙の勝利を信じて観客席に座り、レース中、客席の中に万梨阿の姿を見つけた美沙は絶対に負けられないと奮起、見事一位を勝ち取る。そして意図せず美沙に全額賭けていたたえの投票券は、他に誰も美沙に賭けていなかったがため大穴の万舟券になっており、三万円を元手に二千万円を稼いでしまう。たえの持ち帰った予期せぬ大金により、フランシュシュはとうとう借金を完済する。 しかし洋館に帰宅した際、トラブルからたえの首が取れてしまい、その場面を大古場が目撃・撮影していたことを彼女たちは知らなかった…。 |                                   |          |                 |                     |                                                                         |                              |               |
| 第七話 | マイマイレボリューション SAGA     | 村越繁   | 岡本泰知        | 岡本泰知            | 宮西多麻子 日高真由美 後藤有宏 村長由紀 河村明夫 窪敏                   | 崔ふみひで 桑原幹根 山口仁七 | 5月20日       |
| 高校2年生の楪舞々はその日も趣味の銭湯巡りをしていたが、持ち前の粗忽さから間違えて男湯に入ってしまう。その場には洋館の風呂が壊れて偶然同じ銭湯に来ていた幸太郎がおり、彼の落とした石鹸を踏みつけた舞々は滑って転び、頭を強打して気を失ってしまう。目を覚まさない舞々に、殺してしまったとパニックになった幸太郎は彼女をゾンビにして無理矢理フランシュシュに入れようと洋館に連れて行きメンバーに紹介するが、そこで舞々が意識を取り戻したため、さくら達がゾンビだとバレてしまう。しかし、底抜けに呑気な性格であった舞々はさくら達に驚かないばかりかあっさりゾンビであることを受け入れ、さらに、フランシュシュのファンだった彼女はこのことを内緒にする交換条件としてフランシュシュへの加入を希望する。幸太郎の許可を得てフランシュシュに加入した舞々は、憧れのフランシュシュとのレッスンの日々を楽しく過ごす。そんな中、舞々の通う高校で学園祭が開催されるとの事で、舞々をフランシュシュ7号としてお披露目する目的も兼ねて学園祭ライブを実施することになる。高校見学をするフランシュシュの面々、そこでさくらから「死んでも何度でも立ち上がり、夢を追うことが自分たちが生きる意味」と聞いて感銘を受ける舞々。学園祭当日、ライブで『ぶっちゃけてフォーユー』を披露したフランシュシュは、フランシュシュ7号の爆誕宣言をする。しかし直後に舞々の口から発せられた卒業発表に、観客だけでなくフランシュシュのメンバーまでもが呆気にとられる。最後の思い出として『光へ』を歌いあげた舞々はライブ後、メンバーたちに「まずこの佐賀できちんと生き抜いてからでなければ、フランシュシュのみんな同様に輝く事はできない」と脱退理由を告げる。その言葉を聞いたメンバー一同は納得して卒業を受け入れ、一日限りの新メンバーはフランシュシュのもとを去っていった。 一方、大古場は過去の新聞記事などを調べ、ゆうぎりを除く全員の本名と、全員が死亡していることを調べ上げていた。 |                                   |          |                 |                     |                                                                         |                              |               |
| 第八話 | 佐賀事変 其ノ壱                   | 𠮷村清子 | 森本育郎        | 石田貴史 宇田鋼之介 | 桑原剛 小笠原篤 早乙女啓 袴田裕二 和田伸一 一居一平 井元一彰            | 崔ふみひで 桑原幹根 山口仁七 | 5月27日       |
| 明治14（1881）年秋、京都・島原遊廓にて「伝説の花魁」として不動の地位にいたゆうぎりに、贔屓客で政府高官の吉右衛門から家中として身請けしたいと話がくる。ゆうぎりは快く受け入れ、佐賀へと移り住むこととなったが、当時の佐賀は士族反乱の責任を取らされ、難治として地名を没収されたうえで長崎に吸収されていた。翌年の明治15（1882）年春、吉右衛門が病没し、彼の遺言により旧佐賀城下の邸宅を含む遺産の一部を譲り受けたゆうぎりは、弟子に芸妓を教えながら一人余生を過ごしていた。そんなある日、弟子の勧めで一人花見に訪れたゆうぎりは、百崎喜一なる青年と出逢う。彼は養父である徐福の意志を継ぎ、また佐賀の名が忘れられないよう、佐賀復活の活動を行っていた。ゆうぎりはその熱意に打たれて喜一の文書の清書や校正などの協力をするようになり、喜一の友人の伊東正次郎とも懇意になる。やがて喜一の熱意が伝わり佐賀復活に賛同する同志が増えていくが、そんなある夜、怪しげな物乞いにこっそりと文を渡す正次郎の姿があった。 |                                   |          |                 |                     |                                                                         |                              |               |
| 第九話 | 佐賀事変 其ノ弐                   | 𠮷村清子 | 森本育郎        | 佐藤威              | 川元まりこ 細田沙織 高乗陽子 宮地聡子 迫江沙羅 野田康行 宮田奈保美      | 崔ふみひで 桑原幹根 山口仁七 | 6月3日        |
| 日々喜一のもとに集まってくる佐賀復活の同志たち。しかし、穏健派の喜一に対し、他の同志は明治政府に『佐賀』という地名を奪われた事による強い恨みを抱いており、武装蜂起もやむを得ないと考えていた。自身が抱く「夢」と「現実」の摩擦に苦悩する喜一は、活動を止めるよう促す正次郎とも衝突するようになっていた。そして月日は流れ12月、佐賀に長崎県令を適用するための準備として、要人が旧佐賀城下を訪れるとの報を聞いた同志達は武装蜂起を決意。それを知った喜一は皆を止めるべく後を追うが、その先で正次郎が同志達を粛清する所を目撃し、彼が実は政府の隠密であったことを知る。襲撃を実行した以上代表者の喜一も例外ではないと斬ろうとする正次郎だったが、現れたゆうぎりによって止められる。三瀬峠へと逃走する二人だったが、喜一は自身が描いた夢のせいで同志を死なせた事、そして現実を知った事で絶望していた。ゆうぎりを逃して自らは警察に出頭し処刑される覚悟でいた喜一だったが、ゆうぎりに「自身が信じた夢と努力を無駄にするな」と諭され、思い直す。そして予めゆうぎりが手配しておいた逃走経路を指示された喜一は彼女に感謝し、必ず夢を叶えてみせると誓って長崎へ旅立つ。喜一を追跡する正次郎の前にゆうぎりが立ち塞がり決闘となるが、あえてゆうぎりに勝ちをゆずった正次郎の敗北というかたちで決着がつく。正次郎の最期を看取った後、警官隊に捕縛されたゆうぎりは、明治15(1882)年12月28日早朝、政府転覆の首謀者として、嘉瀬川の河原における非公式の斬首刑にてその短い生涯に幕を降ろした。のちの明治16(1883)年5月9日、県内有志による嘆願により佐賀県は長崎県より独立、同年8月13日に初の佐賀県議会が開催され、悲願の佐賀県復活は果たされた。時は流れて2019年現代、フランシュシュはGEILSのミニライブにてゆうぎりをセンターに据えた『佐賀事変』を披露。その後、ひとり「BAR New Jofuku」を訪れたゆうぎりは、かつて『徐福』と呼ばれたマスターと当時を懐かしみながら酒を呑み交わし、〝彼〟が残した新たな佐賀で、自らの道を選んで歩いていくと語った。                                                                                          |                                   |          |                 |                     |                                                                         |                              |               |
| 第十話 | ゾンビたちはどう復讐するのか SAGA | 村越繁   | 宇田鋼之介      | 清水久敏            | 宮西多麻子 工藤利春 後藤有宏 日高真由美 村長由紀                        | 崔ふみひで 桑原幹根          | 6月10日       |
| 遡ること一年前の2019年1月18日、ミーティングにて幸太郎は突如、収容人数約2万5千人の『駅前不動産スタジアム』にてライブを決行すると宣言した。「今の知名度的に見て到底不可能だ」という愛と純子の反対意見も聞かず、頑なにプロジェクトを推し進める幸太郎の態度にフランシュシュのメンバーは「今までも散々無茶を乗り越えてきたのだから今回もやってみよう」と決意する。そして3月8日当日、結果は観客数500人、集客率1.66%の大惨敗となり、フランシュシュは2千万円の借金を抱える羽目となる。幸太郎は自暴自棄になり酒浸りの毎日を送り、フランシュシュのメンバー内でもあまりに絶望的な状況ゆえの不和が生じていた。そんな中、幸太郎の特殊メイクに頼らず、自分で下手くそなメイクをしてスルメを買いに行ったたえの姿を見たメンバーは、「やりもしない内から、無理だと決めつけていた」「今まであまりに幸太郎に頼りきっていた」と反省し、これからは自分達の力でリベンジしようと決心する。時は流れて2020年2月16日、借金も完済し、地道な活動の甲斐もあって以前より断然知名度が上がったフランシュシュ。幸太郎はミーティングにて去年のEFSライブの事を謝罪し、「時が来た」として2020年3月8日に駅前不動産スタジアムでリベンジライブをすると発表、さくら達もついにこの時が来た、成功させようと決意する。2月17日、リベンジの舞台になる駅前不動産スタジアムを訪れた幸太郎の前に大古場が現れ、フランシュシュのメンバーは全員がゾンビであると指摘する。幸太郎が私利私欲のために彼女たちにアイドル活動をさせていると糾弾する大古場に対し幸太郎は、フランシュシュは一か月後、この駅前不動産スタジアムにてリベンジライブを実施すると告げる。これ以上死者を辱めるなと激怒し、ライブを阻止しようとする大古場。マスター（徐福）の下を訪れた幸太郎は、大古場の事を話し、それでも【佐賀の呪い】から佐賀を救う『ゾンビランドサガプロジェクト』を必ず成功させると誓うが、その直後、九州に局地的な暴風雨が発生。それに伴い佐賀全域が停電となり、さらにメンバーたちが暮らす洋館にある〝異変〟が起きた。                                                                 |                                   |          |                 |                     |                                                                         |                              |               |
| 第十一話 | たとえば君がいるだけで SAGA       | 村越繁   | 宇田鋼之介      | 宇田鋼之介          | 小笠原篤 細田沙織 川元まりこ 井元一彰 和田伸一 桑原剛 早乙女啓          | 崔ふみひで 桑原幹根 山口仁七 | 6月17日       |
| 2月18日、さくら達が目を醒ますと彼女たちの暮らす洋館は一軒まるごと唐津湾を漂流していた。昨夜から降り続けた記録的な暴風雨による水害で、佐賀県全域が陸の孤島と化していたのだった。どうにか近くの浜崎海岸へ漂着するも、さくら達が外に出た途端に洋館は倒壊。唖然とする彼女たちであったが、偶然居合わせた愛のバイト先の女性・町子から避難所となっているショッピングモール「カチオン」へと誘導される。さくら達は避難民の役に立とうと日中は福祉活動、夜は不安に怯える児童達のためにライブショーを披露する日々を送る。2月21日、水害によって「BAR New Jofuku」に閉じ込められていた幸太郎とマスターは警察官Aに発見・救助される。マスターを救急車に乗せ病院へと搬送させた幸太郎は、さくら達に会うために洋館に戻ったが、基礎地盤(と地下室)を残して丸ごと消失している事に唖然、TV中継にて漂着・崩壊している洋館の現状を知る。一方でさくら達のメイクも限界を迎え、ゾンビバレの危機真っ只中にあった。それでも子供たちに向けたライブショーは中止にしたくないと考える彼女たちは、純子のバイト経験を活かして顔を隠すためのお面を作る。しかし、急ごしらえで造ったお面はライブ中に壊れ、フランシュシュの面々はとうとう観客に素顔を見られてしまう。覚悟を決め、自分たちはゾンビだったと説明する彼女たちだったが、児童を含む観客からは「お姉ちゃん達は怖くないからゾンビじゃない」「ゾンビじゃなくてフランシュシュ」と返される。愛は溢れそうになる涙を堪え、とっさの機転で「びっくりゾンビメイクライブショーだった」と誤魔化す。そのままゾンビ姿でライブを続行する彼女たちの姿に、その場に居合わせた大古場は、彼女達は幸太郎に強要されているのではなくて自分達の意思でアイドルをしているのだと理解する。そして、ようやくさくら達と合流できた幸太郎は3月8日のライブは必ず決行すると宣言、ライブ決行のために一人動き出す。そんな彼の背に声をかけたさくらは「自分をアイドルにしてくれてありがとう」と伝える。その一言でこれまでやってきたすべてが報われた幸太郎は、内心で溢れる涙を押し殺し「俺がお前達を世界一の、永遠のアイドルにする」と告げた。 |                                   |          |                 |                     |                                                                         |                              |               |
| 第十二話 | 史上最大の SAGA                   | 村越繁   | 境宗久 清水久敏 | 境宗久              | 宮地聡子 村長由紀 宮西多麻子 後藤有宏 野田康行 迫江沙羅                 | 崔ふみひで 桑原幹根 山口仁七 | 6月24日       |
| 3月7日。EFSライブ開催のため、佐賀を救うため、フランシュシュのメンバーはカチオンを発つ。交通機関の麻痺した街中を徒歩で移動し続けるさくら達は約束の集合時間、3月8日午前10時、ようやくライブ会場である駅前不動産スタジアムにたどり着いた。水害によって荒れ果てたそこに、次々とやってくる観客たち。古参のファンはもちろん、詩織やライトといった芸能界の大物が拡散したことによってたくさんの人々がフランシュシュのライブを知り、会場へと集まってくる。幸太郎や大古場の働きかけもあり、フランシュシュの行うチャリティーライブは日本全国、どころか世界中に注目されるほどの大規模なものとなっていた。世界の中心となったフランシュシュと佐賀。そして始まるライブ。ちょうど1年前、この場所で集客率1.66%という大敗北を喫したフランシュシュの前に待っていたのは、客席を埋め尽くすほどの観客と歓声だった。絶望的な状況にも決して屈せず、死すらも拒絶して執念の再起を図った彼女たちの『リベンジ』が、今ここに大きな花を咲かせる。『REVENGE』『輝いて』そしてアンコール曲『追い風トラベラーズ』と、観客を魅了する見事なパフォーマンスを披露するフランシュシュ。そして、たえのうめき声によるコールアンドレスポンス。会場全体が一体となり、声援とスティックライトの光に包まれる中、リベンジライブは奇跡の大成功に終わった。それからも、日々逞しく復興を遂げていく佐賀――しかしある日、佐賀上空に謎の飛行物体が来訪し、そこから一筋の光が落ちた瞬間、大地が爆発に包まれた。 |                                   |          |                 |                     |                                                                         |                              |               |

## 放送局
| 放送期間 | 放送時間                     | 放送局      | 対象地域 | 備考                                 |
| --- | ---------------------------- | ----------- | -------- | ------------------------------------ |
| 2018年10月4日 - 12月20日 | 木曜 23:30 - 金曜 0:00       | AT-X        | 日本全域 | 製作参加 / CS放送 / リピート放送あり |
| 2018年10月5日 - 12月21日 | 金曜 0:00 - 0:30（木曜深夜） | TOKYO MX    | 東京都   |                                      |
| |                              | サンテレビ  | 兵庫県   |                                      |
| | 金曜 0:30 - 1:00（木曜深夜） | BS11        | 日本全域 | BS放送 / 『ANIME+』枠                |
| 2018年10月6日 - 12月22日 | 土曜 1:25 - 1:55（金曜深夜） | サガテレビ  | 佐賀県   |                                      |
| | 土曜 2:58 - 3:28（金曜深夜） | TVQ九州放送 | 福岡県   |                                      |
| サガテレビでは2018年12月28日から12月30日の3日間の昼間帯に「年末年始特別番組」として全12話の一挙放送を実施。TOKYO MXとサンテレビでは2019年4月より再放送。 |                              |             |          |                                      |

| 配信開始日    | 配信時間               | 配信サイト |
| ------------- | ---------------------- | --- |
| 2018年10月4日 | 木曜 23:30 - 金曜 0:00 | AbemaTV |
| 2018年10月7日 | 日曜 22:00 更新        | dTV DMM.com ビデオマーケット cocoro video music.jp Rakuten TV ひかりTV FOD Amazonプライム・ビデオ ニコニコチャンネル dアニメストア バンダイチャンネル |
|               | 不明                   | あにてれ |
| 2018年10月8日 | 月曜 0:00 更新         | J:COMオンデマンド |
|               | 月曜 12:00 更新        | U-NEXT アニメ放題 |
|               | 月曜 19:00 更新        | TSUTAYA TV |
|               | 月曜 22:00 更新        | ビデオパス |

| 放送期間                | 放送時間                     | 放送局      | 対象地域 | 備考                                 |
| ----------------------- | ---------------------------- | ----------- | -------- | ------------------------------------ |
| 2021年4月8日 - 6月24日  | 木曜 23:30 - 金曜 0:00       | AT-X        | 日本全域 | 製作参加 / CS放送 / リピート放送あり |
| 2021年4月9日 - 6月25日  | 金曜 0:00 - 0:30（木曜深夜） | TOKYO MX    | 東京都   |                                      |
|                         | 金曜 0:30 - 1:00（木曜深夜） | サンテレビ  | 兵庫県   |                                      |
|                         |                              | BS11        | 日本全域 | BS放送 / 『ANIME+』枠                |
| 2021年4月10日 - 6月26日 | 土曜 0:55 - 1:25（金曜深夜） | サガテレビ  | 佐賀県   |                                      |
|                         | 土曜 1:58 - 2:28（金曜深夜） | TVQ九州放送 | 福岡県   |                                      |

| 配信開始日    | 配信時間                   | 配信サイト |
| ------------- | -------------------------- | --- |
| 2021年4月8日  | 木曜 23:15 更新            | Amazonプライム・ビデオ |
|               | 木曜 23:30 - 金曜 0:00     | ABEMA |
| 2021年4月11日 | 日曜 23:30 更新            | dTV dアニメストア U-NEXT ニコニコチャンネル クランクイン！ビデオ FOD ビデオマーケット DMM.com music.jp GYAO!ストア cocoro video Rakuten TV HAPPY!動画 ひかりTV あにてれ |
| 2021年4月12日 | 月曜 0:00（日曜深夜） 更新 | J:COMオンデマンド Milplus TELASA |

## アニメ映画
「劇場版『ゾンビランドサガ ゆめぎんがパラダイス』」が2025年10月24日に公開予定。
2021年10月17日に製作が発表され、2025年1月31日にタイトルと、年内に公開予定であることが発表された。2025年4月25日に公開日が発表された。

### スタッフ（アニメ映画）
- 原作 - 広報広聴課ゾンビ係[53]
- 総監督 - 宇田鋼之介[53]
- 監督 - 佐藤威[53]、石田貴史[53]
- 脚本 - 村越繁[53]
- キャラクターデザイン - 深川可純[53]、山口仁七[53]、崔ふみひで[53]
- アニメーションプロデューサー - 脇優梨子[53]
- 音楽 - 高梨康治[53]
- アニメーション制作 - MAPPA[53]

## CD

### シングル
| 発売日                   | タイトル                         | 規格品番   | 備考      |
| ------------------------ | -------------------------------- | ---------- | --------- |
| 2018年11月28日           | 徒花ネクロマンシー               | EYCA-12097 |           |
| 2018年11月28日           | 光へ                             | EYCA-12096 |           |
| 2019年10月15日（発送日） | 輝いて（カレーメシ ver.）        | YYYY-00189 | [ 注 48 ] |
| 2021年5月19日            | 大河よ共に泣いてくれ             | EYCA-13356 |           |
| 2021年5月19日            | 夢を手に、戻れる場所もない日々を | EYCA-13357 |           |

### アルバム
| 発売日         | タイトル                                         | 規格品番      | 備考         |
| -------------- | ------------------------------------------------ | ------------- | ------------ |
| 2019年8月28日  | ゾンビランドサガ オリジナルサウンドトラックス    | EYCA-12628    |              |
| 2019年11月27日 | ゾンビランドサガ フランシュシュ The Best         | EYCA-12682/B  | CD+Blu-ray。 |
| 2022年9月28日  | ゾンビランドサガ フランシュシュ The Best Revenge | EYCA-13868～9 | CD2枚組      |

## Blu-ray
| 巻     | 発売日         | 収録話         | 規格品番     | 備考 |
| ------ | -------------- | -------------- | ------------ | --- |
| SAGA.1 | 2018年12月21日 | 第1話 - 第4話  | EYXA-12123/B | 特典CDにて「ようこそ佐賀へ」、「DEAD or RAP!!!」、「サガ・アーケードラップ」、「目覚めRETURNER」、「アツクナレ」を収録。 特典映像として「さが維新まつり」と「佐賀インターナショナルバルーンフェスタ」の模様を収録。（#イベントも参照） |
| SAGA.2 | 2019年2月22日  | 第5話 - 第8話  | EYXA-12124/B | 特典CDにて「To My Dearest」、「特攻DANCE」、「ドライブイン鳥（フランシュシュver.）」を収録。 特典映像として「第34回鹿島ガタリンピック」の模様を収録。（#イベントも参照）                                                               |
| SAGA.3 | 2019年4月26日  | 第9話 - 第12話 | EYXA-12125/B | 特典CDにて「ヨミガエレ」、「FLAGをはためかせろ」、「目覚めRETURNER（Electric Returner）」を収録。 特典映像としてPVに値する「チャレンジランドサガ」、「パイロットフィルム」、「キックオフムービー」を収録。                             |
| BOX    | 2021年3月26日  | 第1話 - 第12話 | EYXA-13343/B | 特典としてドラマCD「ナイショ・ビフォア・クリスマス SAGA」を収録。 1巻から3巻に収録されていたすべての特典映像を再収録。 |

| 巻     | 発売日            | 収録話         | 規格品番        | 備考 |
| ------ | ----------------- | -------------- | --------------- | --- |
| SAGA.1 | 2021年6月25日     | 第1話 - 第4話  | EYXA-13353/B    | 特典CDにて「イカの魂無駄にはしない〜小島食品工場株式会社社歌〜」「REVENGE」「風の強い日は嫌いか？ FranChouChou cover」「目覚めRETURNER（3号ソロver.）」「50と4つの忘れ物」「激昂サバイブ」「目覚めRETURNER（Electric Returner Type "R"）」を収録。 特典CD-ROMにてラジオ「ホワイト竜の佐賀がサガであるために」「フランシュシュ2号の佐賀がサガであるために From ゾンビランドサガ リベンジ」の第1回から第3回までを収録。 特典映像としてインタビュー動画「滾りまくりインタビュー完全版」を収録。 |
| SAGA.2 | 2021年7月30日     | 第5話 - 第8話  | EYXA-13354/B    | 特典CDにて「命」「リトルパラッポ」「今日はカレーだイェイイェイイェイ」「ぶっちゃけてフォーユー」「光へ(with7号ver.)」を収録。 特典CD-ROMにてラジオ「フランシュシュ2号の佐賀がサガであるために From ゾンビランドサガ リベンジ」の第4回から第7回までを収録。 特典映像としてインタビュー動画「第7話ノンクレジットオープニング＆エンディング版」「ゾンビランドサガ リベンジ〜体感PV〜」を収録。                                                                                                  |
| SAGA.3 | 2021年8月27日     | 第9話 - 第12話 | EYXA-13355/B    | |
| BOX    | 2025年8月27日予定 | 第1話 - 第12話 | EYXA-14769/72/B | |

## ラジオ
『フランシュシュ2号の佐賀がサガであるために From ゾンビランドサガ リベンジ』は2021年4月18日から6月27日まで毎週日曜22時 - 22時30分にエフエム佐賀で放送されたラジオ番組。パーソナリティは二階堂サキ役の田野アサミ。『リベンジ』第2話で描かれた佐賀県の伝説のロックスター“ホワイト竜”のラジオを、田野演じる二階堂サキが受け継ぐエピソードを再現したもので、初回放送前週の4月11日には『ホワイト竜の佐賀がサガであるために』も未告知で放送されている。
ゲスト
- 第1回 - 白竜
- 第2回 - 衣川里佳
- 第3回 - 井上剛、竹中信広
- 第4回 - 田中美海
- 第5回 - 古賀葵
- 第6回 - 本渡楓
- 第7回 - 吉田有里
- 第8回 - 三石琴乃
- 第9回 - 河瀬茉希
- 第10回 - 種田梨沙

## 動画配信

### ゆうぎり・イン・スナック千夏
YouTubeのCygamesChannelにて、スナック千夏で働くゆうぎりが視聴者を出迎えるというコンセプトの動画が配信された。
- 第一夜 - 2021年4月23日配信
- 第二夜 - 2021年5月30日配信
- 第三夜 - 2021年6月20日配信

なお、2021年5月29日にコラボ企画としてウマ娘の公式YouTubeチャンネル「ぱかチューブっ！」より、ゴールドシップが客として訪れる形で登場する回が配信された。

### ゾンビランドサガLIVE 3D Virtual フランシュシュ Onlineで Showcase！！？
フランシュシュによる初めてのオンラインライブという形式で３回に渡って配信。
各回1曲ずつ新曲が初披露された。
- フランシュシュ はじめてのOnlineでShowcase！！？ - 2022年7月30日(土)
- フランシュシュ にかいめのOnlineでShowcase！！？ - 2022年8月27日(土)
- フランシュシュ さんかいめのOnlineでShowcase！！？ - 2022年9月24日(土)

## 漫画

### ゾンビランドサガ
2018年10月9日より2021年5月25日までCygamesが運営するWebコミック配信サイト『サイコミ』にて連載された。作画は空路恵。
紙書籍は、1巻のみ講談社から発売された。2巻にあたる「サガ激闘修行編」はアニメショップ系とCyStoreのみでCygamesが発売した。それらを電子書籍として（1巻のみ「サガ覚醒編」に改題して）小学館が発売しており、3巻・4巻目にあたる「サガ懐古浪漫編」「サガ未来開拓編」も同様に取り扱っている。なお、電子版は2巻の方が、1巻より先に出ている。
コミカライズではあるものの幸太郎のプロデューサー活動が重点的に描かれており、本編の出来事についてはアニメを見るよう注釈が付いた場面も多い。
- 空路恵（漫画）・広報広聴課ゾンビ係（原作）『ゾンビランドサガ』 Cygames×講談社〈サイコミ〉、2019年2月22日発売[69]、ISBN 978-4-06-515320-8
- 空路恵（漫画）・広報広聴課ゾンビ係（原作）『ゾンビランドサガ サガ激闘修行編』 Cygames、2019年10月30日発売
- 空路恵（漫画）・広報広聴課ゾンビ係（原作）『ゾンビランドサガ』（電子版）、Cygames×小学館〈サイコミ×裏少年サンデーコミックス〉、全4巻
  1. 【新装版】サガ覚醒編（講談社版1巻の新装版）、2020年6月30日発売[70]
  2. サガ激闘修行編、2019年8月30日発売[71]
  3. サガ懐古浪漫編、2021年3月30日発売[72]
  4. サガ未来開拓編、2021年6月30日発売[73]

### 外伝
生前の山田たえが描かれるスピンオフ『ゾンビランドサガ外伝 ザ・ファースト・ゾンビィ』が『ウルトラジャンプ』（集英社）にて、2021年6月号より2022年12月号まで連載された。漫画は深川可純が担当。
- 深川可純（漫画）・広報広聴課ゾンビ係（原作）『ゾンビランドサガ外伝 ザ・ファースト・ゾンビィ』集英社〈ヤングジャンプコミックス〉、全3巻
  1. 2021年12月17日発売[75][76]、ISBN 978-4-08-892173-0
  2. 2022年6月17日発売[77]、ISBN 978-4-08-892343-7
  3. 2022年12月19日発売[78]、ISBN 978-4-08-892549-3

## 舞台
『ゾンビランドサガ Stage de ドーン！』のタイトルで舞台化され、2020年9月5日と6日の2日間草月ホールにて公演された。当初は同年3月11日から14日まで公演予定であったが、新型コロナウイルスの感染拡大の影響で前記日程に延期された。

### キャスト（舞台）
- 源さくら - 本西彩希帆
- 二階堂サキ - 鈴木友梨耶
- 水野愛 - 松岡里英
- 紺野純子 - 北原侑奈
- ゆうぎり - 坂本澪香
- 星川リリィ - 高梨莉[注 11]
- 山田たえ - 森田亜沙美
- 巽幸太郎 - 瀬戸祐介
- デスおじA - 足立信彦
- デスおじB - 田中彪
- アンサンブル - 平本くるみ

### スタッフ（舞台）
- 原作 - ゾンビランドサガ[81]
- 演出・脚本 - 村井雄[81]
- 音楽 - 高梨康治、Funta7[81]
- 美術 - 乘峯雅寛[81]
- 技術監督 - 寅川英司[81]
- 舞台監督 - 松澤紀昭[81]
- 照明 - 大波多秀起[81]
- 照明部 - 斉藤喜和、白子彩佳[81]
- 音響 - SING_O_WORLD[81]
- 音響部 - 小川陽平、渡邉藍、関根史歩[81]
- 音響協力 - 前田規寛[81]
- 衣裳 - 八重樫伸登[81]
- 衣裳進行 - 雲出三緒、松浦美幸[81]
- ヘアメイク - 三根英世、平野真友美[81]
- 特殊造形 - 林屋陽二[81]
- 振付 - JUNJUN[81]
- 振付助手 - NAO[81]
- 歌唱指導 - YUSA[81]
- 宣伝美術 - 五島英一[81]
- 演出助手 - 高崎拓郎[81]
- 演出部 - 村上希、薬師寺ほのか[81]
- 小道具 - 翁長聖菜[81]
- 制作 - Office ENDLESS[81]
- 主催 - エイベックス・ピクチャーズ[81]

## パチンコ・パチスロ
- スロット ゾンビランドサガ（2024年7月、大都技研）[82]
- パチンコ ゾンビランドサガ（2025年4月、サミー）[83]　フランシュシュ新曲「七福大祭典」収録[84]。

## イベント

### 佐賀県内のイベント
第34回鹿島ガタリンピック
2018年5月27日に行われた第34回鹿島ガタリンピックに、作中で第5話に登場するフランシュシュのTシャツと同じデザインのTシャツを着用して、干潟を走る競技の「25M自由ガタ」に河瀬と衣川が、干潟の上に渡した細長い板の上を自転車で走る競技の「ガタチャリ」に田中が出場し、田中が第2位に入賞した。当時は本作の情報が解禁される前であったため本作との関連は伏せられていたが、田中の入賞を見た一般観客がTwitterに投稿したところ3,000回以上リツイートされ、一部ネットメディアで報道された。

さが維新まつり
2018年10月20日に行われた「さが維新まつり」（佐賀城本丸歴史館・鯱の門前広場）にて“ぶちあげキャンペーン”第2弾として本渡、河瀬、衣川によるトークイベントが開催された。イベントには山口祥義佐賀県知事もサプライズ登壇し、フランシュシュを「佐賀県PR大使」に任命した。

佐賀インターナショナルバルーンフェスタ
2018年11月3日に行われた「佐賀インターナショナルバルーンフェスタ」（嘉瀬川河川敷）にて“ぶちあげキャンペーン”第3弾として「時にはなぜか『ゾンビランドサガ』inバルーンフェスタ2018」が開催された。イベントには本渡と田中が出演。

Cygames Presents 伊万里湾大花火2018
2018年11月17日に行われた「Cygames Presents 伊万里湾大花火2018」（伊万里市黒川町伊万里湾港七ツ島地区南埠頭・名村造船所そば）にて“ぶちあげキャンペーン”第4弾が開催された。イベントには本渡と河瀬が出演。
ゾンビランドサガLIVE〜フランシュシュみんなでおらぼう！inSAGA〜
下記の単独ライブで発表され、2019年4月2日に7月27日開催と正式発表された。メイン声優陣6名が出演。会場はアニメ最終話に登場した唐津市ふるさと会館アルピノ。前述の通り、同イベント内でアニメ第2期の制作が発表された。
Cygames Presents 伊万里湾大花火2019
2019年11月16日に行われた「Cygames Presents 伊万里湾大花火2019」にて2018年に続き、コラボイベントを開催。会場限定のグッズも販売された。イベントには田野と衣川が出演。

### その他のイベント
CygamesFes2018
2018年12月15日に行われた「CygamesFes2018」（千葉県幕張メッセ）にて“ぶちあげキャンペーン”グランドフィナーレとして「ゾンビランドサガ〜フランシュシュといっしょ〜」が開催された。トークライブ内ではOPテーマ「徒花ネクロマンシー」とEDテーマ「光へ」が初披露された。ステージには三石以外の6名が出演。

ゾンビランドサガLIVE〜フランシュシュみんなでおらぼう！〜
2019年3月17日にフランシュシュの声優陣によるライブイベントが品川インターシティホールにて開催された。応募が殺到したためライブビューイングの実施が決定した。
ゾンビランドサガLIVE～フランシュシュ LIVE OF THE DEAD～（開催中止）
2020年3月8日、幕張メッセイベントホールにて開催予定であったが、新型コロナウイルス感染拡大に伴う日本国政府からのイベント開催自粛勧告により中止。
ゾンビランドサガLIVE～フランシュシュ LIVE OF THE DEAD “R”～
2021年2月27日、府中の森芸術劇場 どりーむホールにて開催。約2年ぶりのフランシュシュの声優陣によるライブイベントとなった。
ゾンビランドサガLIVE～フランシュシュ 佐賀よ共にわいてくれ～
2021年10月16日・17日、幕張メッセ国際展示場7・8ホールにて開催。これまで出演してきた6人の他、楪舞々役の花澤香菜が特別出演した他、デスおじA役のかぬか光明、デスおじB役の佐藤せつじ、そして大空ライト役の阿部カノンも出演。さらに山田たえ役の三石琴乃がサプライズで出演し、初めてフランシュシュの声優陣7人が揃ってのステージが披露された。
ゾンビランドサガLIVE～3D Virtualフランシュシュ ライブ＆イリューゾン!!～
2022年10月23日 幕張メッセイベントホールにて開催。昼夜２回公演。
これまでのような出演声優によるライブイベントではなく、3Dモデルのフランシュシュメンバーによるパフォーマンスという形式で開催された。
昼夜公演ともに、フランシュシュによるライブパートと出演声優によるトークパートという構成となっており、トークパートは司会進行として本作の方言指導を務めた藤野真梨亜が出演した。

## コラボレーションおよびタイアップ

### 佐賀県内品とのコラボレーション
- 和菓子「さが錦」を製造する村岡屋は、同商品の『ゾンビランドサガ』コラボパッケージ版を発売[103]。
- TVQ九州放送では、2019年1月14日に、福岡などで活躍するタレント3人が作品内で出てきた場所を巡って紹介する特集番組『ゾンビランドサガ聖地巡礼ツアー〜私たち、生きたい、行きたい！SAGA〜』を放送した。源さくら役の本渡楓がナレーションを担当した[104][105]。
- 2018年12月25日より、小城市の竹下製菓は、ブラックモンブランクランチチョコレートバーとのコラボ商品を販売した[106]。
- 2019年1月18日より、唐津市の萬坊は「イカスミサイダー」とのコラボパッケージの店頭販売を開始した[107]。
- 2019年2月5日より、萬坊は「萬坊いかしゅうまい 」とのコラボパッケージの店頭販売を開始した。[108]
- 2019年7月26日 - 11月4日の間、唐津市とJR九州とのコラボレーション企画として、佐賀県内の唐津線・筑肥線の一部でラッピング列車（キハ125形1両）の運行を開始した[109]。当初の予定は10月31日までだったが、『2019佐賀インターナショナルバルーンフェスタ』開催に合わせて、運行を延長した。
- 2020年8月8日 - 2022年1月31日の間、佐賀市営バスがコラボラッピングバス「フランシュシュ号」を路線バスとして運行していた。始発付近・終点、聖地周辺のバス停では、『源さくら』による自己紹介や案内放送が流れる。車内には、運転手の私物を中心にゾンビランドサガの関連グッズが多数飾られてあり、佐賀県PR動画「ぶらりゾンビランドサガ！」出演時に「フランシュシュ号」に乗車した二階堂サキ役の声優・田野アサミとゆうぎり役の声優・衣川里佳の直筆サインも、運転席後方のボードに展示されある。フランシュシュ7人と巽が描かれた運行記念きっぷ（1,000円）も佐賀駅バスセンターなどで発売されている（限定5,000枚）。当初の予定は2021年12月31日までだったが、1か月間延長した。
- 2021年4月21日以降、佐賀市内にフランシュシュをデザインしたマンホールが設置されている[110]。全14種類製作されており、鋳物メーカー日之出水道機器の佐賀工場で製造されている[111]。4月21日には唐人プラザビル付近の公園である「TOJIN GREEN PARK」に源さくらとバルーン数機をデザインされたものが設置されており、5月25・26日には656（むつごろう）広場に星川リリィを、Cygames佐賀ビル東側・大財（おおたから）町通り東歩道にゆうぎりを、佐賀城本丸歴史館近くの「鯱の門」（城内2）前に二階堂サキと鍋島直正像をデザインしたマンホールが設置された。これまでに8種類設置されており、残り6種類は6月8日までに設置予定。
- ミニバイクに「ゾンビランドサガ」のご当地ナンバープレート交付[112]。佐賀県内限定でゾンビランドサガオリジナルデザインを施したナンバープレートが交付される。第1弾は10月以降、佐賀市はバルーン、唐津市は市歴史民俗資料館、伊万里市は相生橋をモチーフに、いずれも作中のアイドル「フランシュシュ」のメンバー７人と共に図案化したものを交付。対象となるのは県内の定置場のある50cc以下のミニバイク。他の17市町に関しても段階的に展開予定。

### 他作品とのコラボレーション
Shadowverse
2018年10月 - 11月にコラボエンブレムおよびスリーブが配布、販売された。
2021年5月に、今度はリベンジのコラボエンブレムおよびスリーブの配布と、前回のコラボで販売されたコラボエンブレムとコラボスリーブの復刻販売がされた。

神撃のバハムート
2019年5月 - 6月にコラボレーションイベントが開催。2021年11月に前述と同じ内容が復刻開催された。

グリモアA〜私立グリモワール魔法学園〜
2019年6月にコラボレーションイベントが開催。

トリニティセブン -夢幻図書館と第7の太陽-
2019年9月 - 10月に本作のキャラクターが登場し、各キャラに縁のある装飾品が魔道具としてガチャやイベント参加によるチケットガチャで入手できた。

カレーメシ
2019年10月3日にコラボが開始された。コラボ動画の公開のほか、輝いて（カレーメシ ver.）が「日清カレーメシ × ゾンビランドサガ 特別BOXセット」に同梱された。

サンリオ
2019年10月31日にコラボが発表された。キティちゃんなどのサンリオキャラクターズとコラボをする。

ゾンビランド:ダブルタップ
2019年10月31日にコラボが発表された。さくらとリリィがゾンビ役の吹き替え声優として出演した。

ワールドフリッパー
2020年9月 - 10月にコラボレーションイベントが開催。2021年4月に前述と同じ内容が復刻開催された。

ステーションメモリーズ! / 駅メモ！ Our Rails
2020年10月 - 12月に両作にて「ゾンビランドサガ」にゆかりのあるスポットや駅にチェックイン（位置登録）することでコラボフィルムやゲーム内アイテムが獲得できる、デジタルスタンプラリーイベントを実施するほか、「ゾンビランドサガ」コラボでんこやコラボフィルムを入手できるガチャが登場。2022年5月に前述と同じ内容が復刻開催された。

スーパーロボット大戦X-Ω
2020年12月に期間限定で本作のキャラクターが登場。大張正己が描いた応援イラストに描かれていた本編に登場しないオリジナルロボット「サガ・ザ・グレート7」にフランシュシュのメンバーが搭乗する。また、コラボのため改めてサガ・ザ・グレート7の全身像が書き起こされた。

イリュージョンコネクト
2021年2月 - 3月にコラボレーションイベントが開催。同年5月に前述と同じ内容が復刻開催された。

アイドルマスター シンデレラガールズ / アイドルマスター シンデレラガールズ スターライトステージ
2021年3月に「シンデレラガールズ」内で本作のキャラクターが登場するイベントが開催。
2021年4月に「アイドルマスター シンデレラガールズ スターライトステージ」にて本作の楽曲「徒花ネクロマンシー」「REVENGE」「大河よ共に泣いてくれ」の3曲のカバーが追加された他、ドレスにフランシュシュ衣装「ゾンビィ・ハート」が有償販売として追加された。

バンドリ! ガールズバンドパーティ!
2021年6月にコラボレーションイベントが開催。本作の楽曲「徒花ネクロマンシー」「大河よ共に泣いてくれ」の2曲のカバーが追加された他、コラボレーション限定アイテムが実装された。

神クズ☆アイドル
2022年8月より特設サイトにてWeb企画が展開される。複数のアイドルアニメ作品が共演し特設サイトにてライブ映像を紹介する企画となる。参加作品は『神クズ☆アイドル』のほか、『ゾンビランドサガ』『アイドルランドプリパラ』『しろくまカフェ』となる。

ドールズフロントライン
2023年3月 - 4月にコラボ特典人形やコラボスキンパックが配布、販売された。

## 反響・評価

### 作品への反響
- 2018年12月20日深夜の最終話放映後、『ゾンビランドサガ』というワードが入ったツイートの数が17万件を超え、Twitterのトレンドワードランキング第1位を獲得した[134]。
- 『宇宙よりも遠い場所』や『多田くんは恋をしない』などのオリジナルアニメを手がけたKADOKAWAのアニメプロデューサーの田中翔は、「個人的には悔しいが、2018年に流行ったオリジナルアニメは『ゾンビランドサガ』だと言われるだろう」「（視聴者があっと驚く何かを）仕込むことだ大切だ」と発言している[135]。
- ニコニコ動画にて行われた、2018年中に放送・配信開始されたアニメ作品の中でいちばん面白かったアニメを問うアンケート「ネットユーザーが本気で選ぶ！アニメ総選挙2018年間大賞」（アンケート回答者138,080人）で、本作は13.33％の得票で１位を獲得した。また、男性及び年代別10代 - 40代の全てで1位となった[136][137]。本アンケートに先立って、ニコニコ動画では2018年10月から12月に放送・配信開始されたアニメを対象とする同様のアンケート「ネットユーザーが本気で選ぶ!アニメ総選挙2018秋」を行っており、こちらでは本作は16.64%の得票を獲得して1位に選出されていた。「アニメ総選挙2018秋」の都道府県別得票率では、佐賀県での得票率が53.83%と圧倒的に高く、2位以下も長崎県が24.22%、福岡県が21.29%と九州地方の各県が高い得票率を示した[138][139]。「アニメ総選挙2018秋」の投票に先立って発表された、『アニメージュ』『アニメディア』『ニュータイプ』「アキバ総研」「アニメ!アニメ!」の各メディアのランキングの集計により選出した「メディアが選ぶアニメランキング」でも本作が1位を獲得していた[140]。
- 東京アニメアワード2019 アニメ オブ ザ イヤー部門でもテレビ部門でグランプリを受賞した。
- 2018年の作品を対象とする第3回『クランチロール・アニメアワード』で受賞こそ逃したが最優秀作品賞などにノミネートされたり、第5回『Anime Trending Awards』でベストオリジナルアニメ部門などに選ばれたり[141]と、海外でも視聴者に評価されている。

### 売上・指標
| 集計期間                    | 第1巻             | 第2巻             | 第3巻             | 出典                    |
| --------------------------- | ----------------- | ----------------- | ----------------- | ----------------------- |
| 2018年12月17日-12月23日     | 12,640枚（第3位） | -                 | -                 | [ 142 ]                 |
| 2018年12月24日-12月30日     | 6,985枚（第1位）  | -                 | -                 | [ 143 ]                 |
| 2018年12月31日-2019年1月6日 | 1,848枚（第2位）  | -                 | -                 | [ 144 ]                 |
| 2019年1月7日-1月13日        | 801枚（第7位）    | -                 | -                 | [ 145 ]                 |
| 2019年1月14日-1月20日       | 593枚（第13位）   | -                 | -                 | [ 146 ]                 |
| 2019年1月21日-1月27日       | 311枚（第15位）   | -                 | -                 | [ 147 ]                 |
| 2019年1月28日-2月3日        | ランク外          | -                 | -                 |                         |
| 2019年2月4日-2月10日        | ランク外          | -                 | -                 |                         |
| 2019年2月11日-2月17日       | ランク外          | -                 | -                 |                         |
| 2019年2月18日-2月24日       | ランク外          | 15,211枚（第1位） | -                 | [ 148 ]                 |
| 2019年2月25日-3月3日        | ランク外          | ランク外          | -                 | [ 149 ]                 |
| 2019年3月4日-3月10日        | ランク外          | 399枚（第12位）   | -                 | [ 150 ]                 |
| 2019年3月11日-3月17日       | ランク外          | 269枚（第14位）   | -                 | [ 151 ]                 |
| 2019年3月18日-3月24日       | ランク外          | ランク外          | -                 |                         |
| 2019年3月25日-3月31日       | ランク外          | ランク外          | -                 |                         |
| 2019年4月1日-4月7日         | ランク外          | ランク外          | -                 |                         |
| 2019年4月8日-4月14日        | ランク外          | ランク外          | -                 |                         |
| 2019年4月15日-4月21日       | ランク外          | ランク外          | -                 |                         |
| 2019年4月22日-4月28日       | ランク外          | ランク外          | 16,924枚（第2位） | [ 152 ]                 |
| 2019年4月29日-5月5日        | ランク外          | ランク外          | 1,257枚（第3位）  | [ 153 ]                 |
| 2019年5月6日-5月12日        | ランク外          | ランク外          | 727枚（第3位）    | [ 154 ]                 |
| 累計                        | 23,178枚          | 17,500枚          | 18,908枚          | [ 147 ] [ 151 ] [ 154 ] |

### 佐賀県の観光・産業などへの影響
本作の舞台となった佐賀県の観光や産業などへの影響として、以下のような報道がされている。
- 2018年11月25日、さくらたちの住まいのモデルとなっている「旧三菱合資会社唐津支店本館」（唐津市歴史民俗資料館）が特別公開され、予想を超える1,000人以上が来場した。この施設は2003年から老朽化を理由に休館しており、毎年「近代化遺産全国一斉公開」に合わせて公開されている。前年の来場者数は2日間で300人だった[155]。
- 前述の村岡屋商品『ゾンビランドサガ』コラボパッケージ版は、当初見込みの1.5倍の売れ行きで工場はフル稼働状態であるという[103]。
- 第5話に登場した佐賀県伊万里市に本店を置く「ドライブイン鳥」は、放送後に聖地巡礼として訪れる客が増えていると言う[156]。